# Biserica reformată din Alunișu

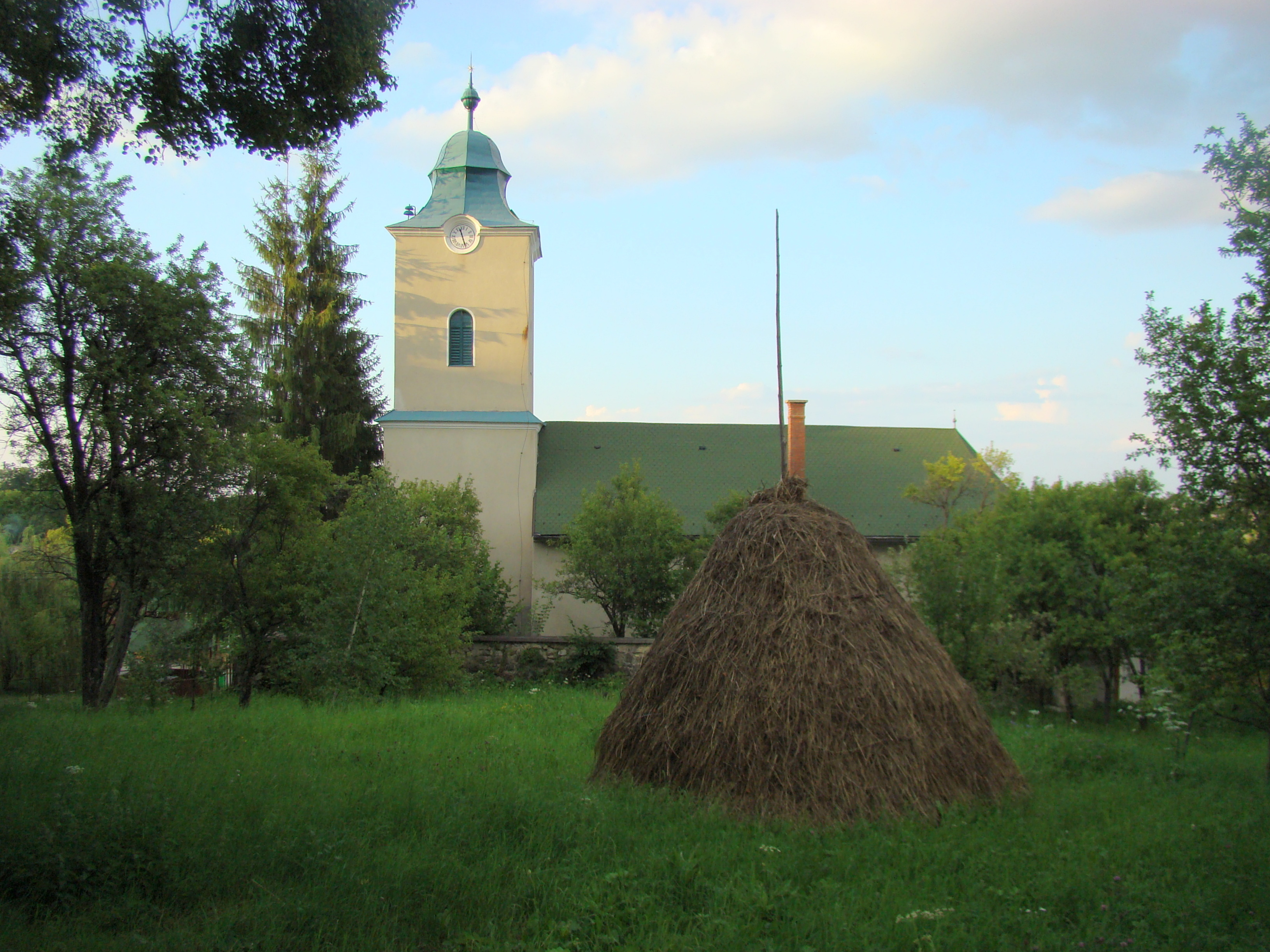
Biserica reformată din Alunișu, comuna Sâncraiu, județul Cluj, foto: iulie 2014.

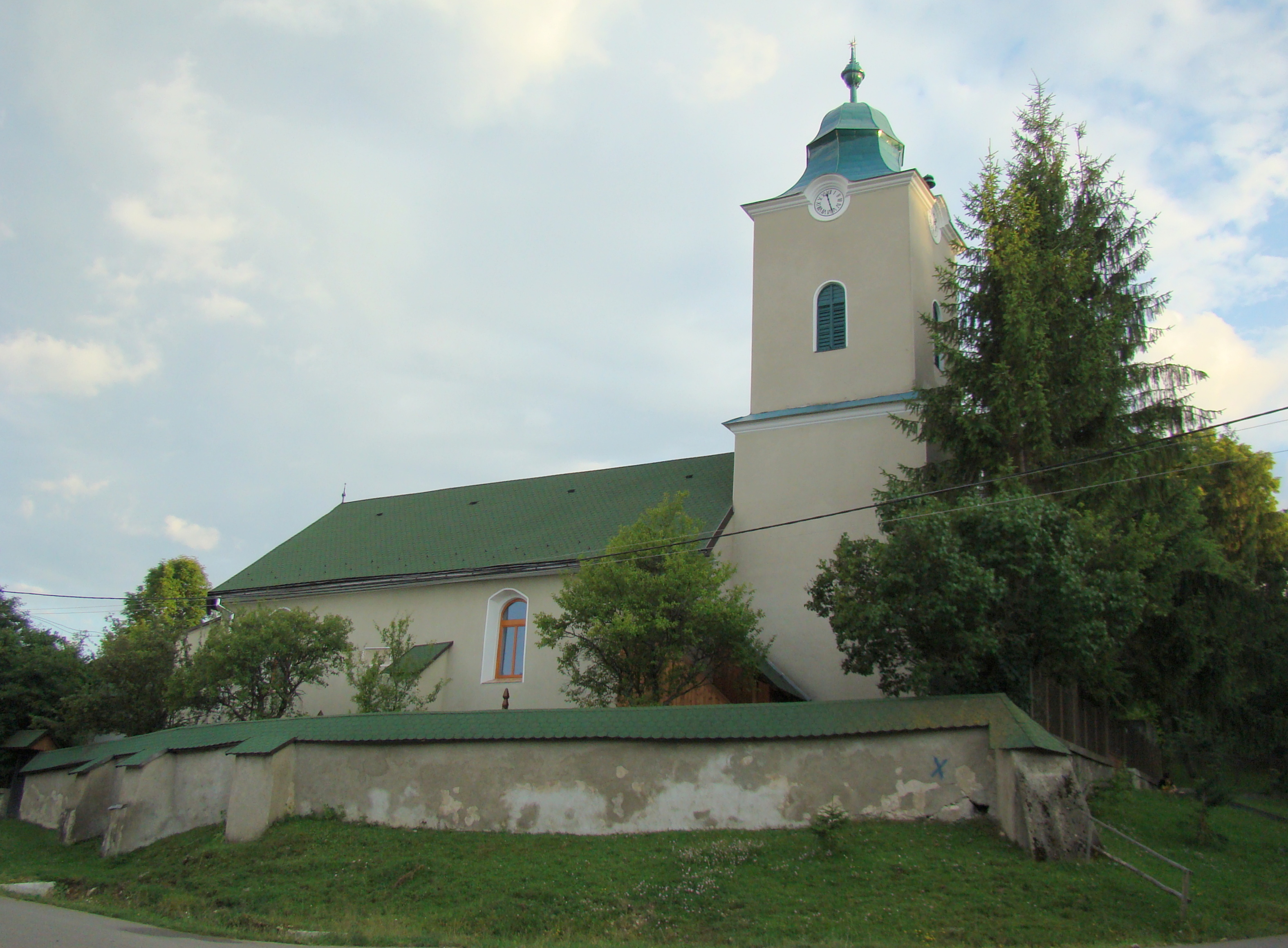
Biserica reformată din Alunișu, comuna Sâncraiu, județul Cluj, foto: iulie 2014.

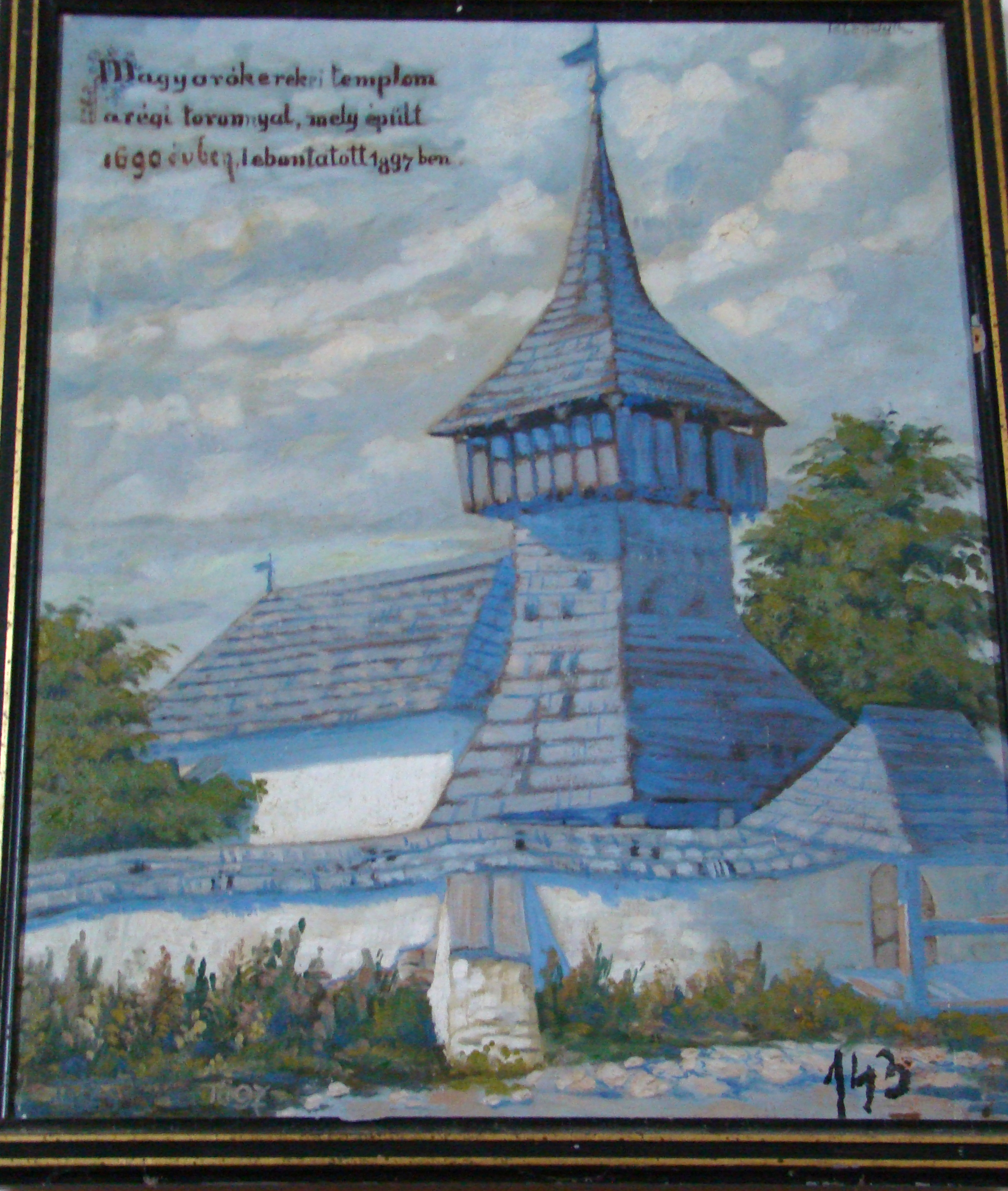
Tabloul lui Telegdy Arpad realizat în 1894, mărturie prețioasă ce arată vechea înfățișare a bisericii reformate

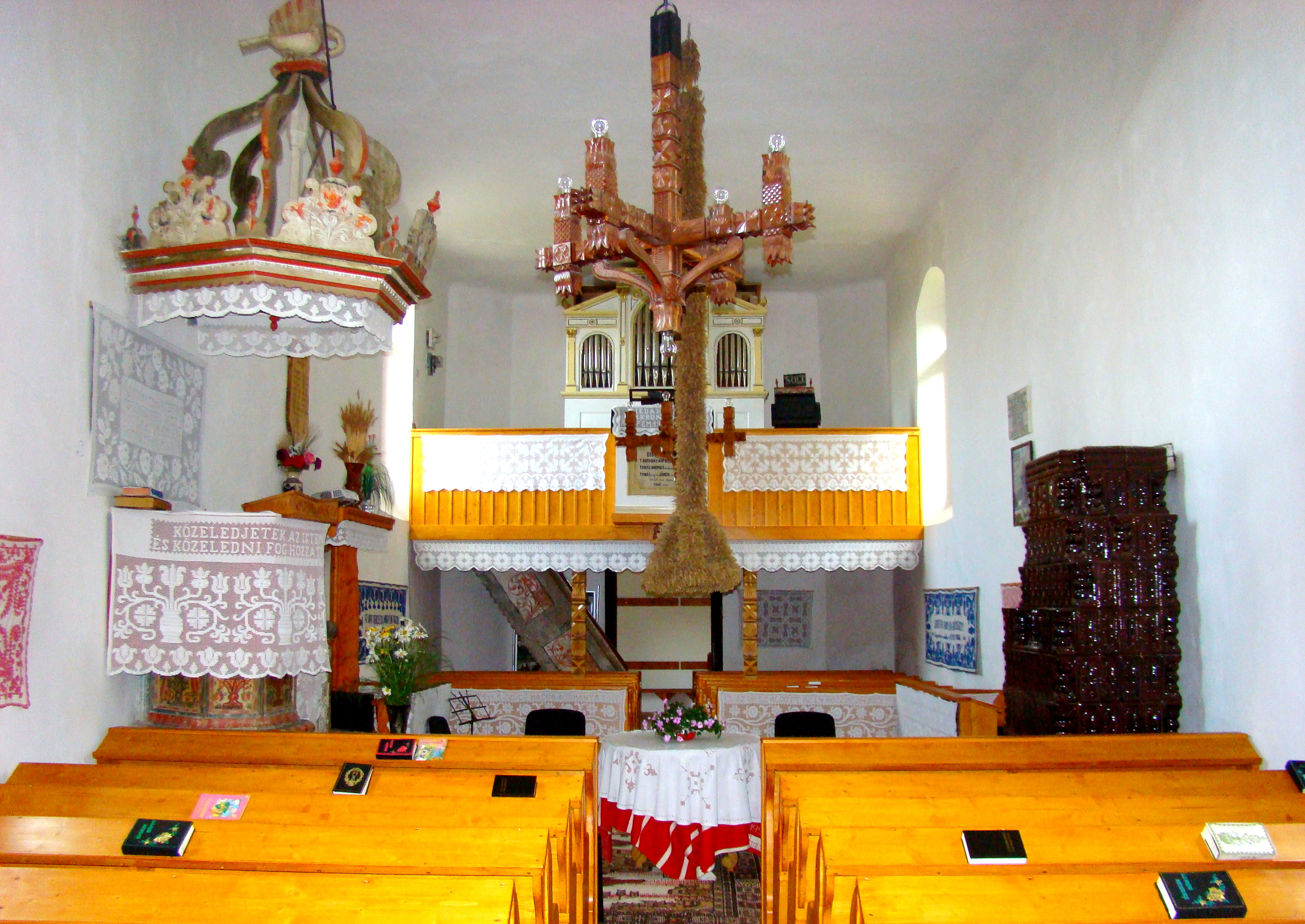
Interiorul navei

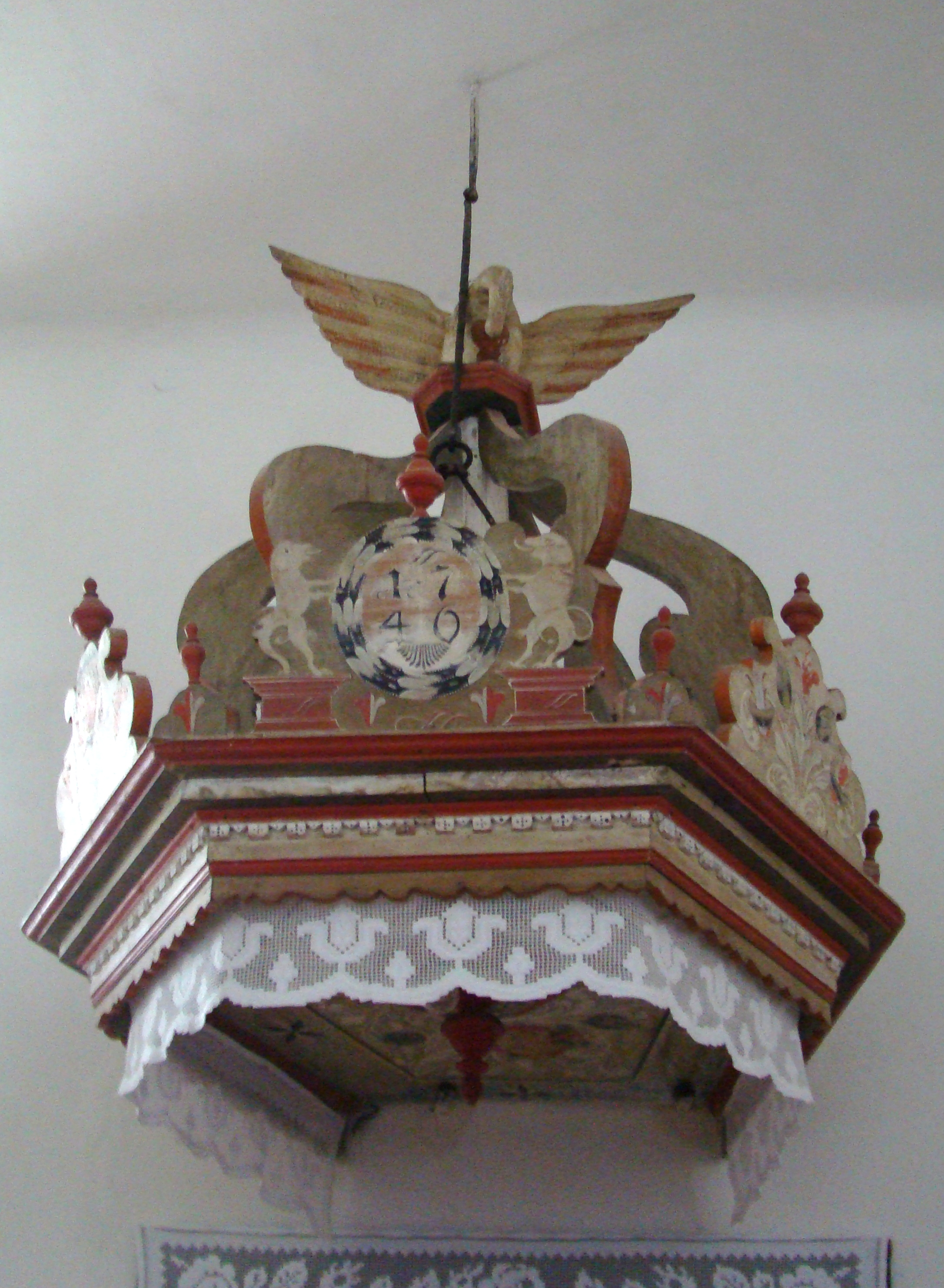
Coroana amvonului (1746)

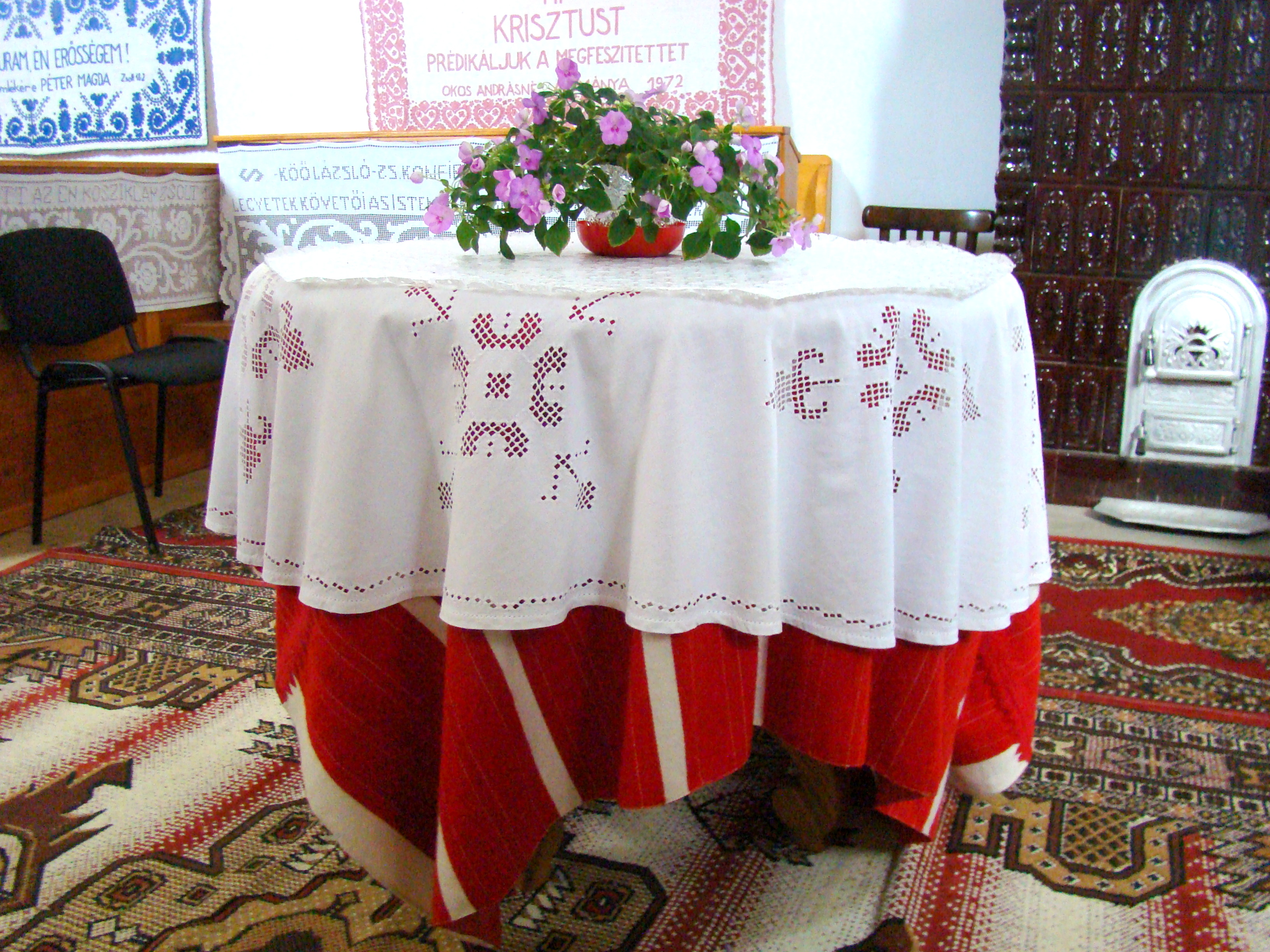
Masa Domnului

Actuala biserică reformată din Alunișu, Cluj, comuna Sâncraiu, județul Cluj, a fost construită în 1746 pe locul uneia mai vechi ridicată la sfârșit de secol XVII. Biserica se află pe noua listă a monumentelor istorice sub codul LMI:  CJ-II-m-B-07517. 

## Istoric
Satul Alunișu, Cluj (în trecut Muerău, Maierou) a fost întemeiat în apropierea cursului de apă ce poartă numele de Pârâul Românului (Olahpatak). După invazia tătarilor din secolul XIII, se amintește despre  amplasamentul actual al satului de sub muntele Horăiții din apropierea masivului Vlădeasa, ca posesie latifundiară. Cert este că, după ultima mare invazie a tătarilor (mongolilor) în Europa, de la sfârșit de secol XVII, început de secol XVIII, în această zonă vorbim despre o așezare de locuire continuă, în timp, cu două comunități etnice, una românească și alta maghiară. Prima apariție în documentele oficiale, ca loc, posesie latifundiară, este 1437, sub denumirea de possessio MogyoroKerek (in limba latină), având apoi diferite denumiri până la 1854 când este întâlnită sub numele de de Mogyorókeréke sau Monyorókeréke. (http://www.sancraiu.ro/ro/istoria/istoria.frame.htm Arhivat în 22 februarie 2024, la Wayback Machine.)
Biserica a fost reconstruită și renovată de mai multe ori: în 1690, 1728, 1897, 1904 (turnul). Datorită numeroaselor modificări, edificiul de azi și-a pierdut aspectul medieval. În biserică este expus tabloul lui Telegdy Arpad, pictat în 1894, cu o imagine a unei vechi biserici cu turnul din lemn, specifică locului.
Cele mai valoroase lucruri din biserică sunt amvonul și corul pictat, realizate de renumitul tâmplar sas Lorenz Umling în secolul XVIII. Tavanul original de lemn pictat, restaurat ulterior, se află expus astăzi în Muzeul Etnografic din Budapesta.

## Imagini din exterior

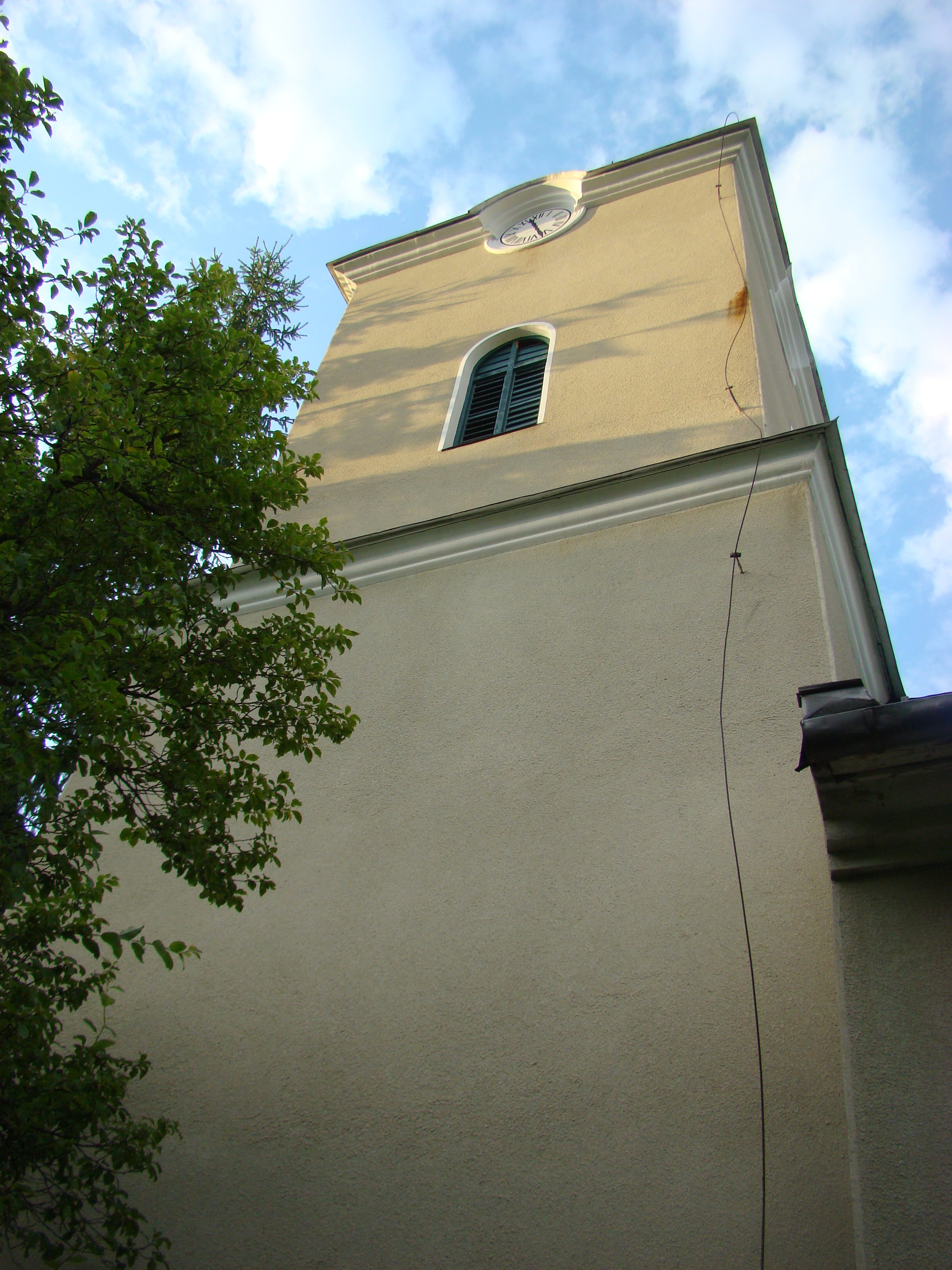
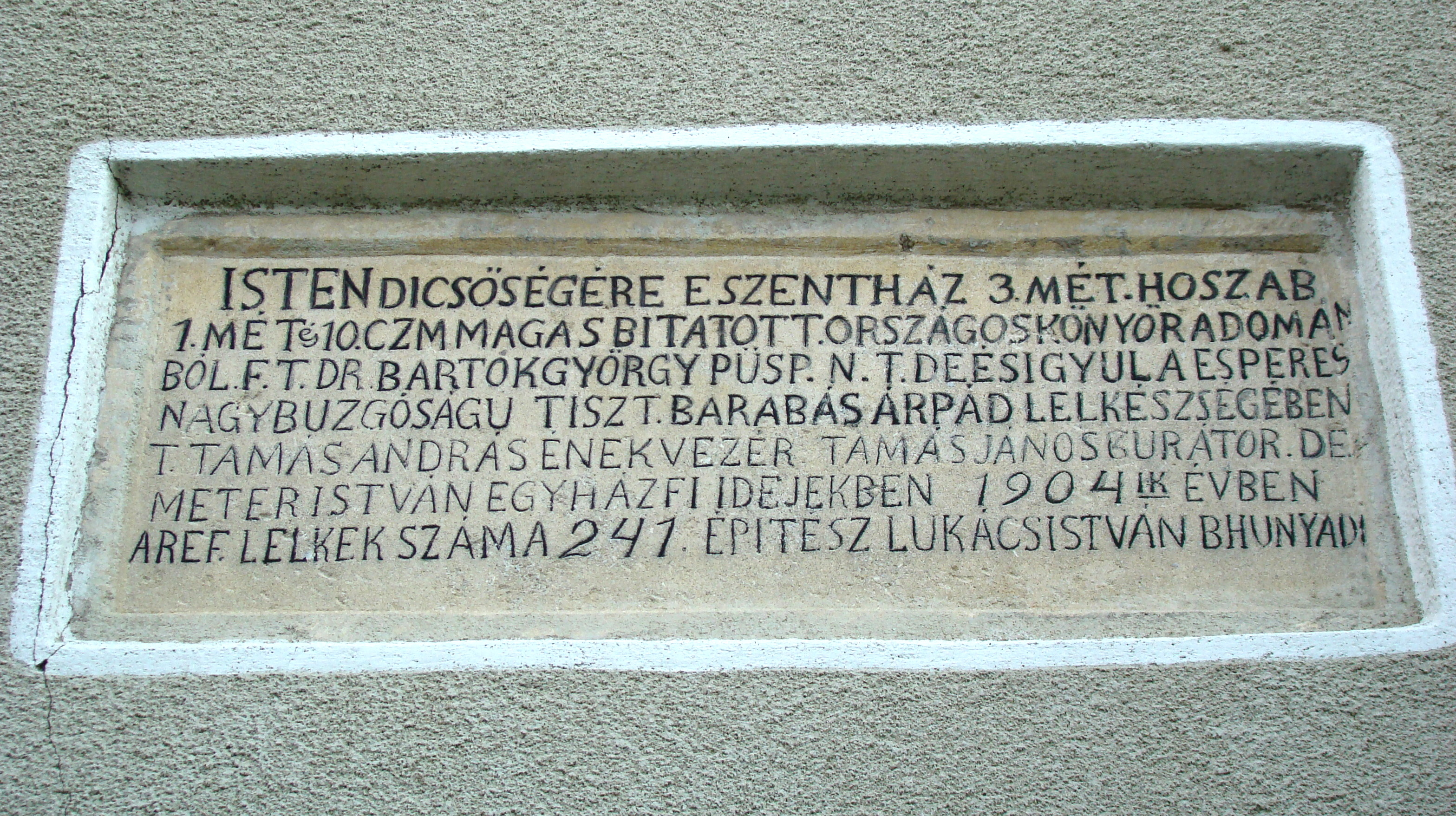
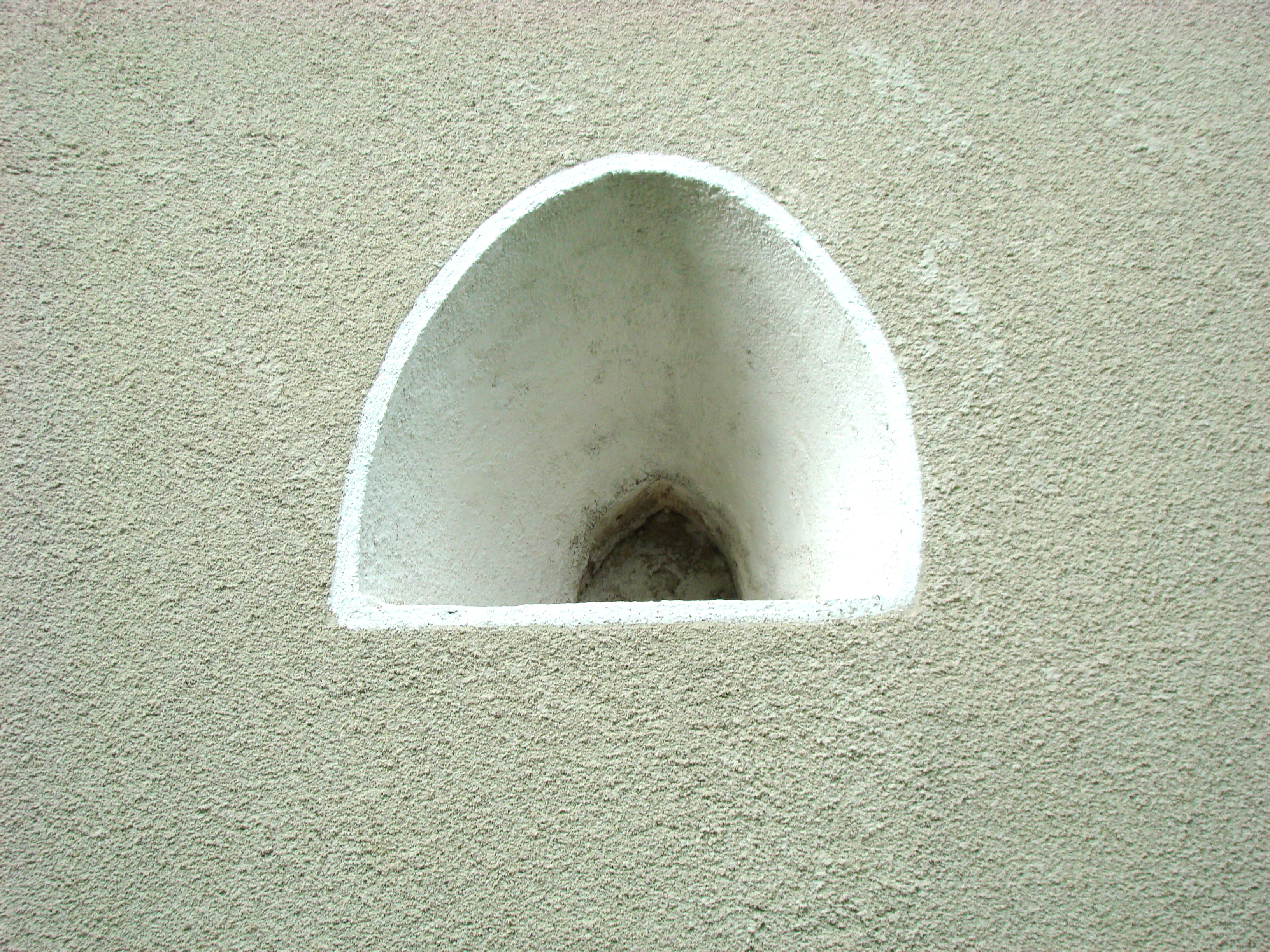
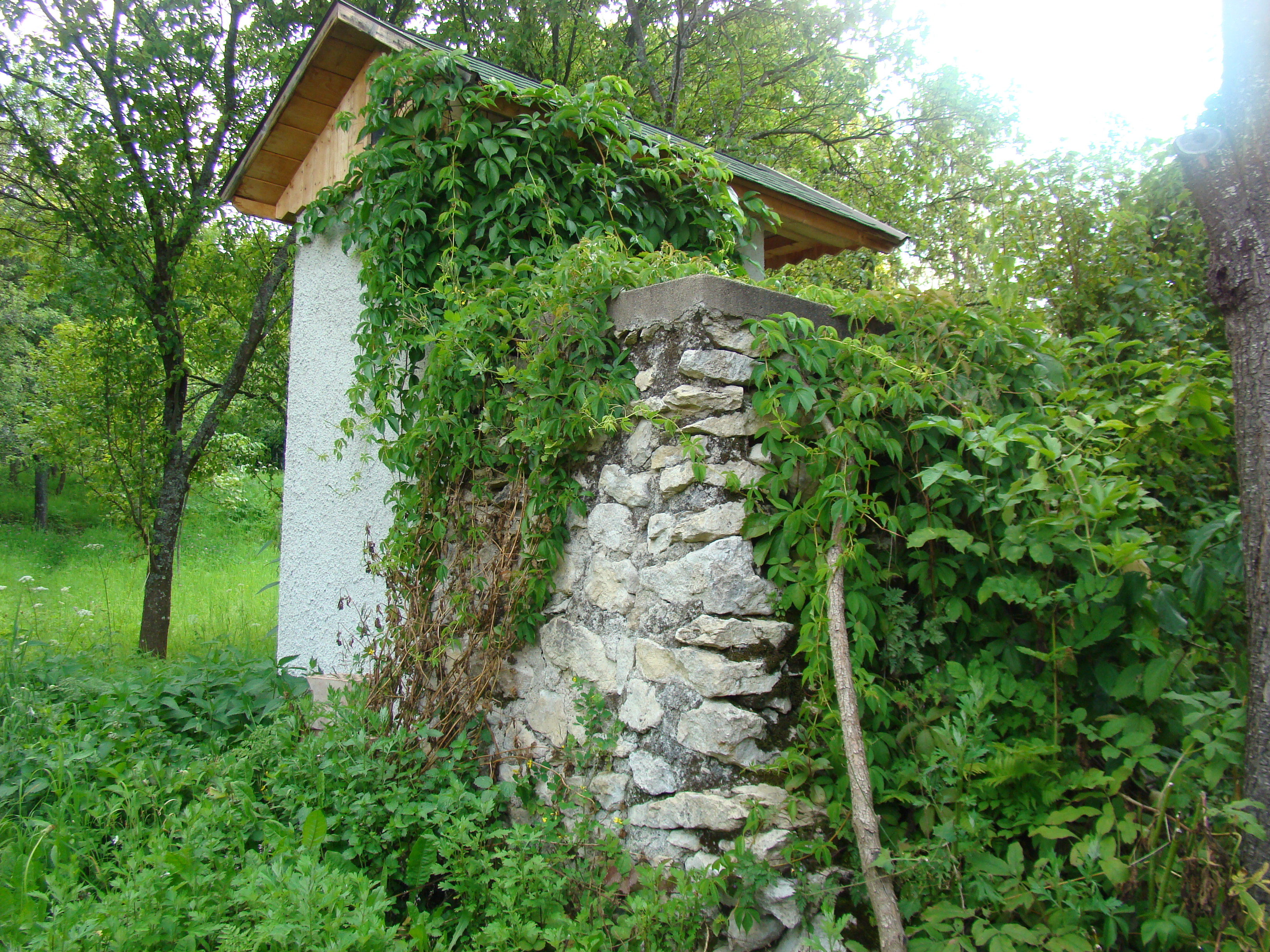
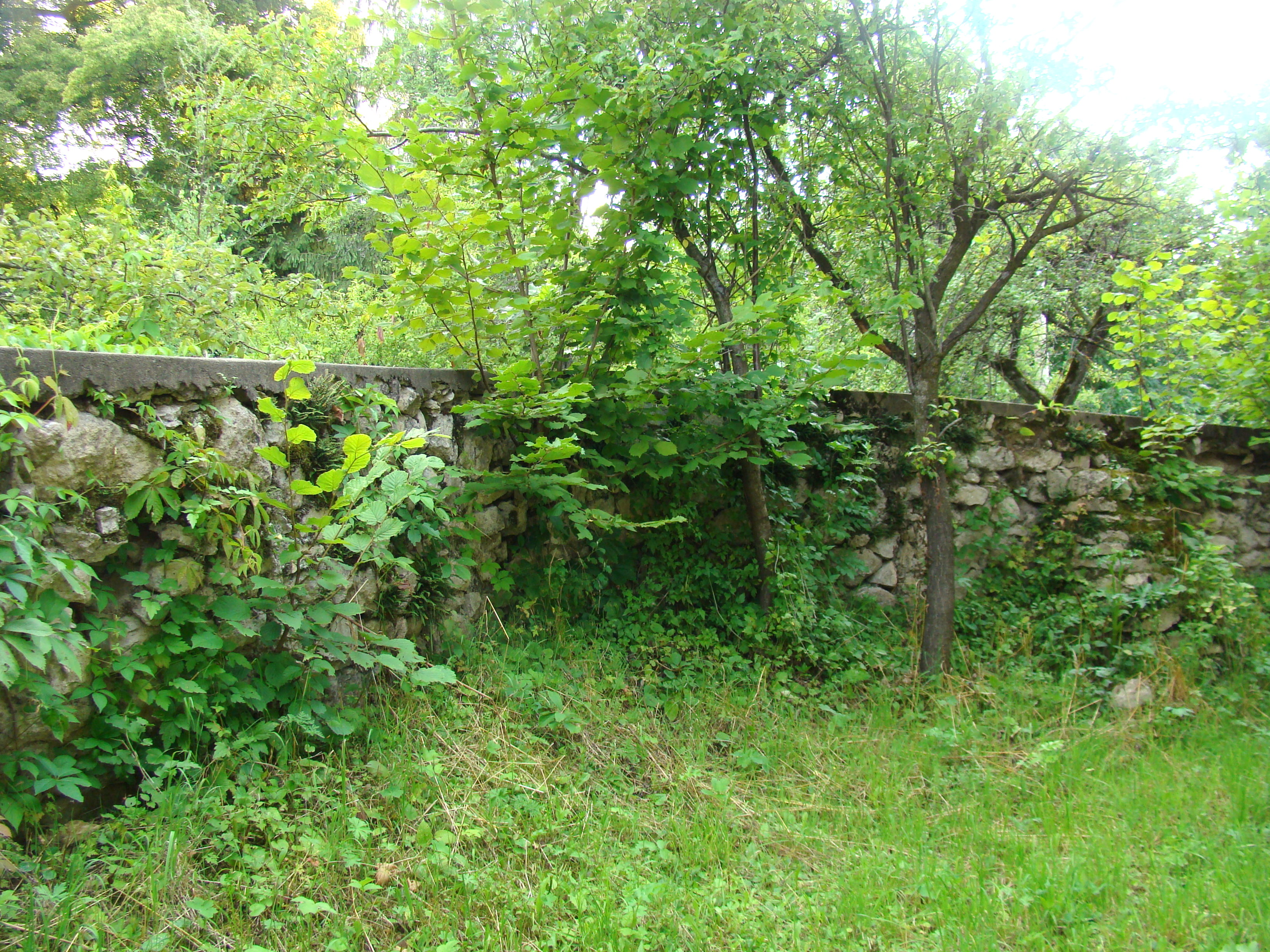
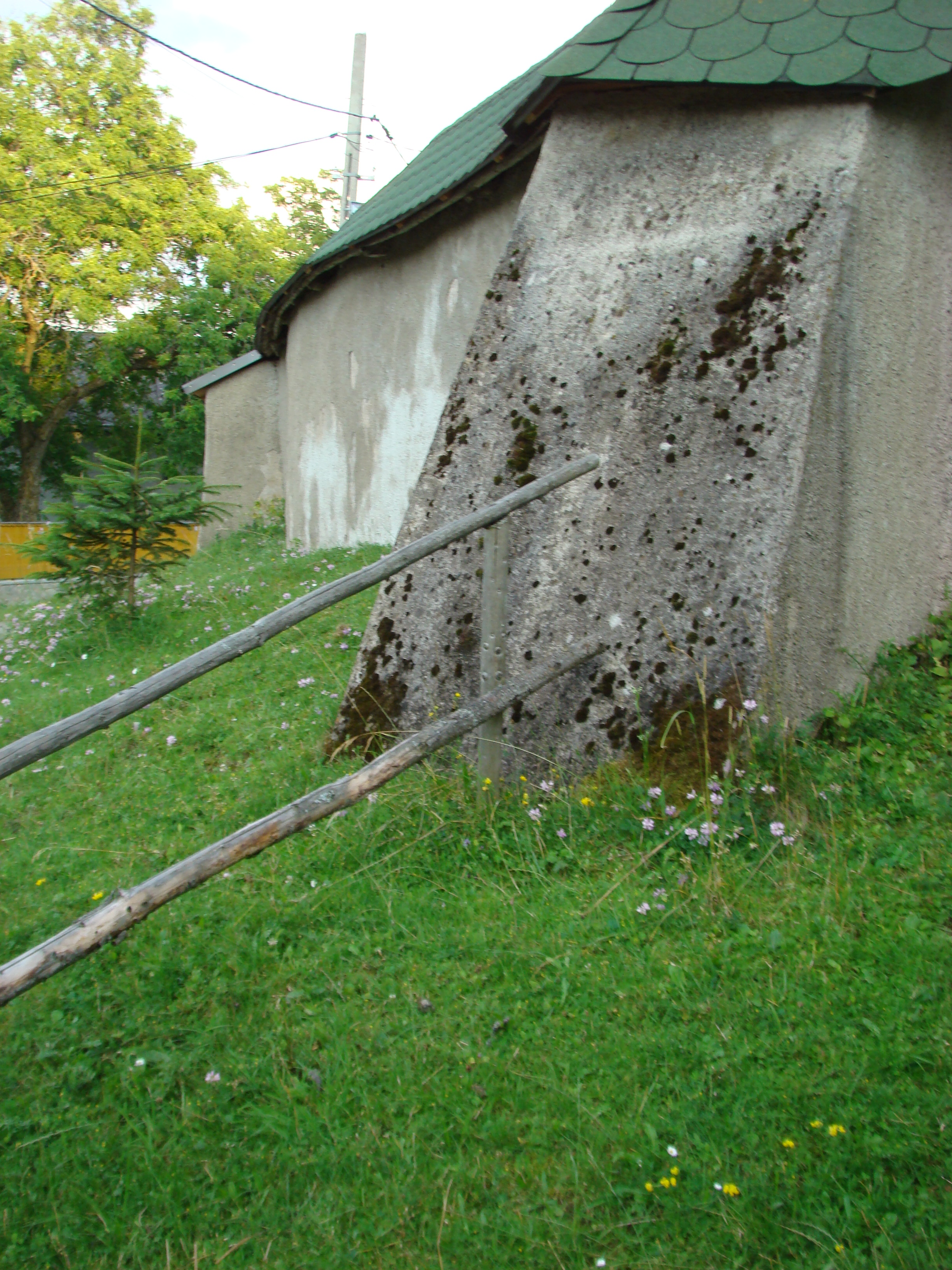
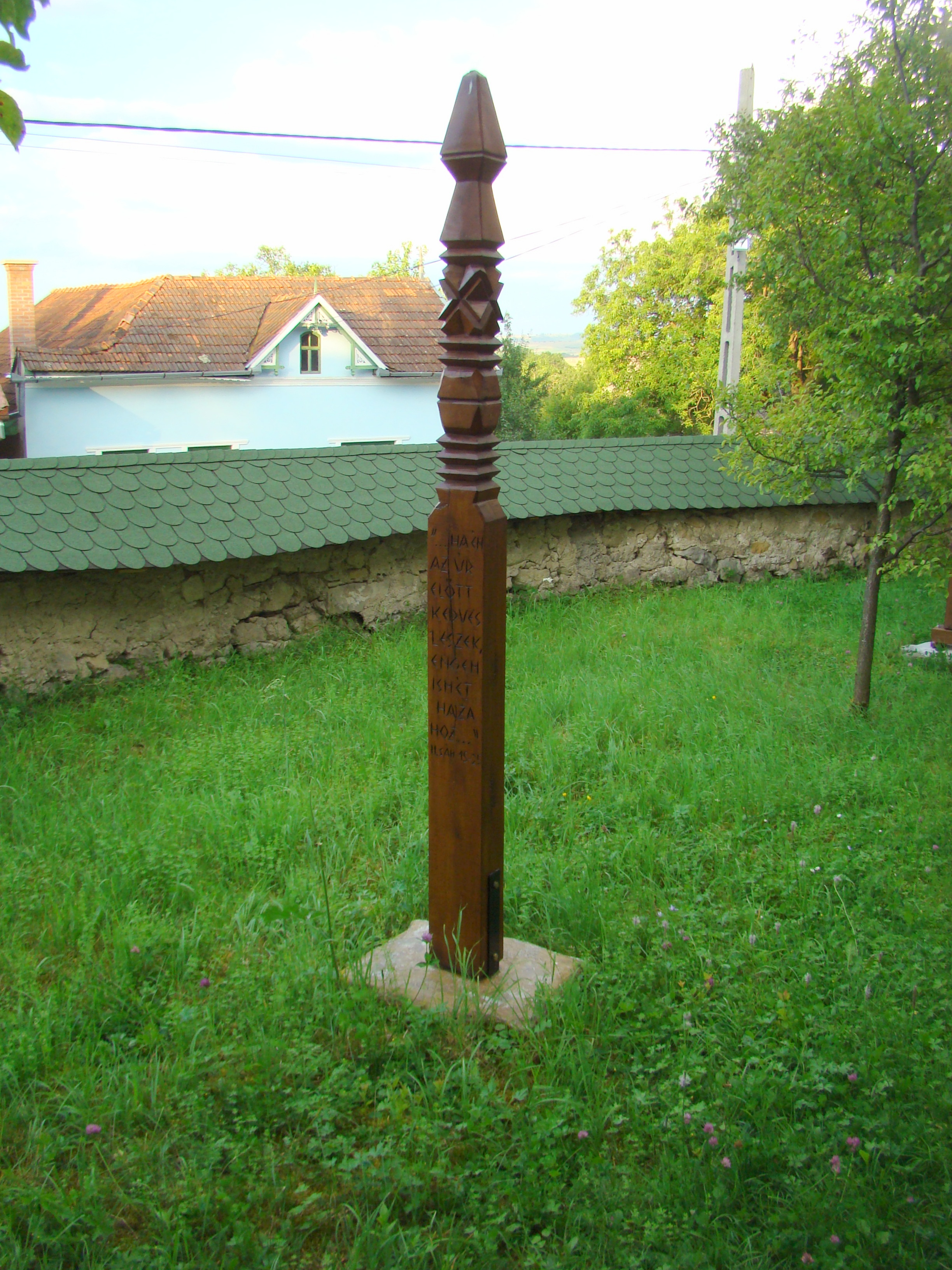
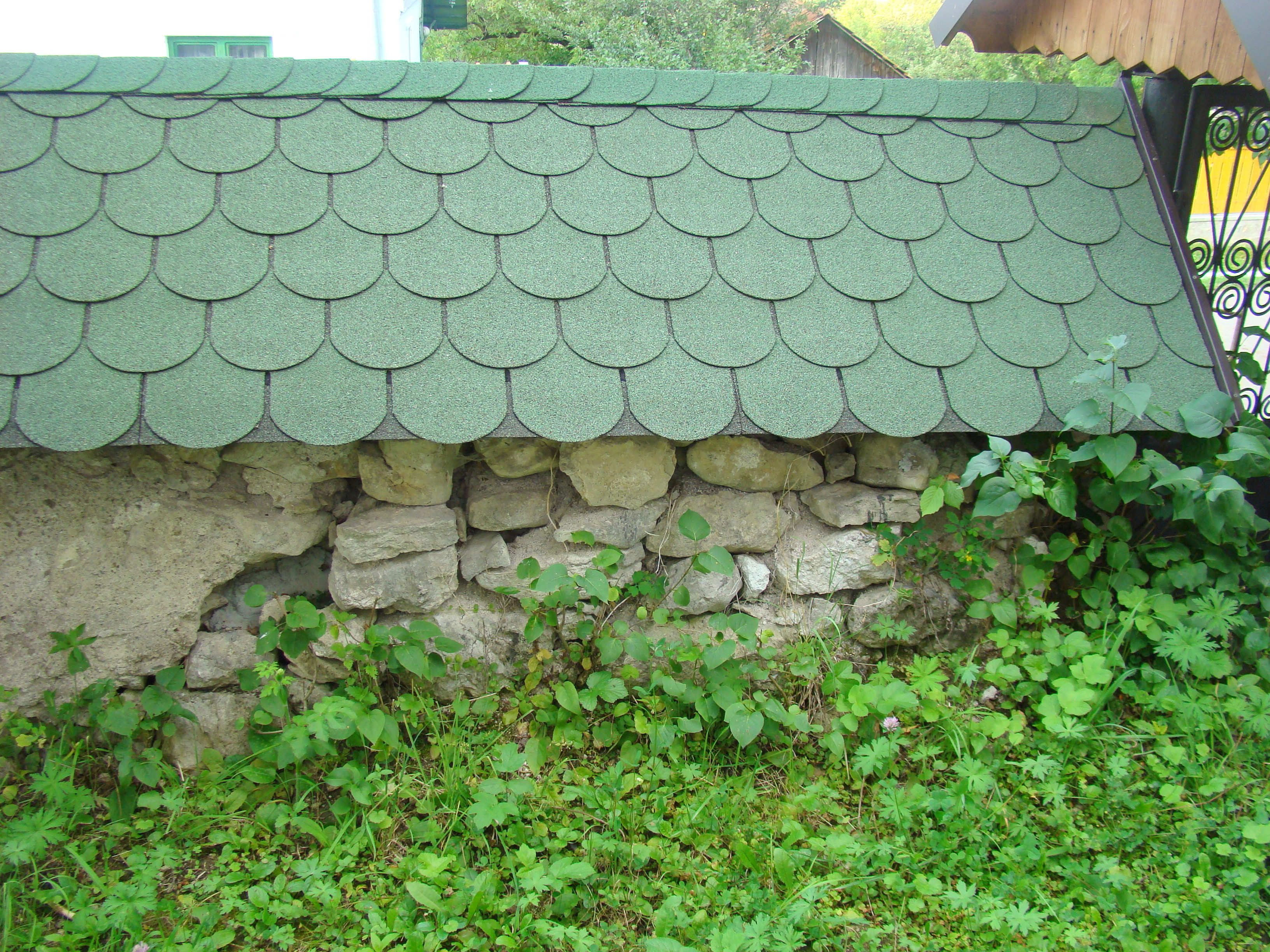
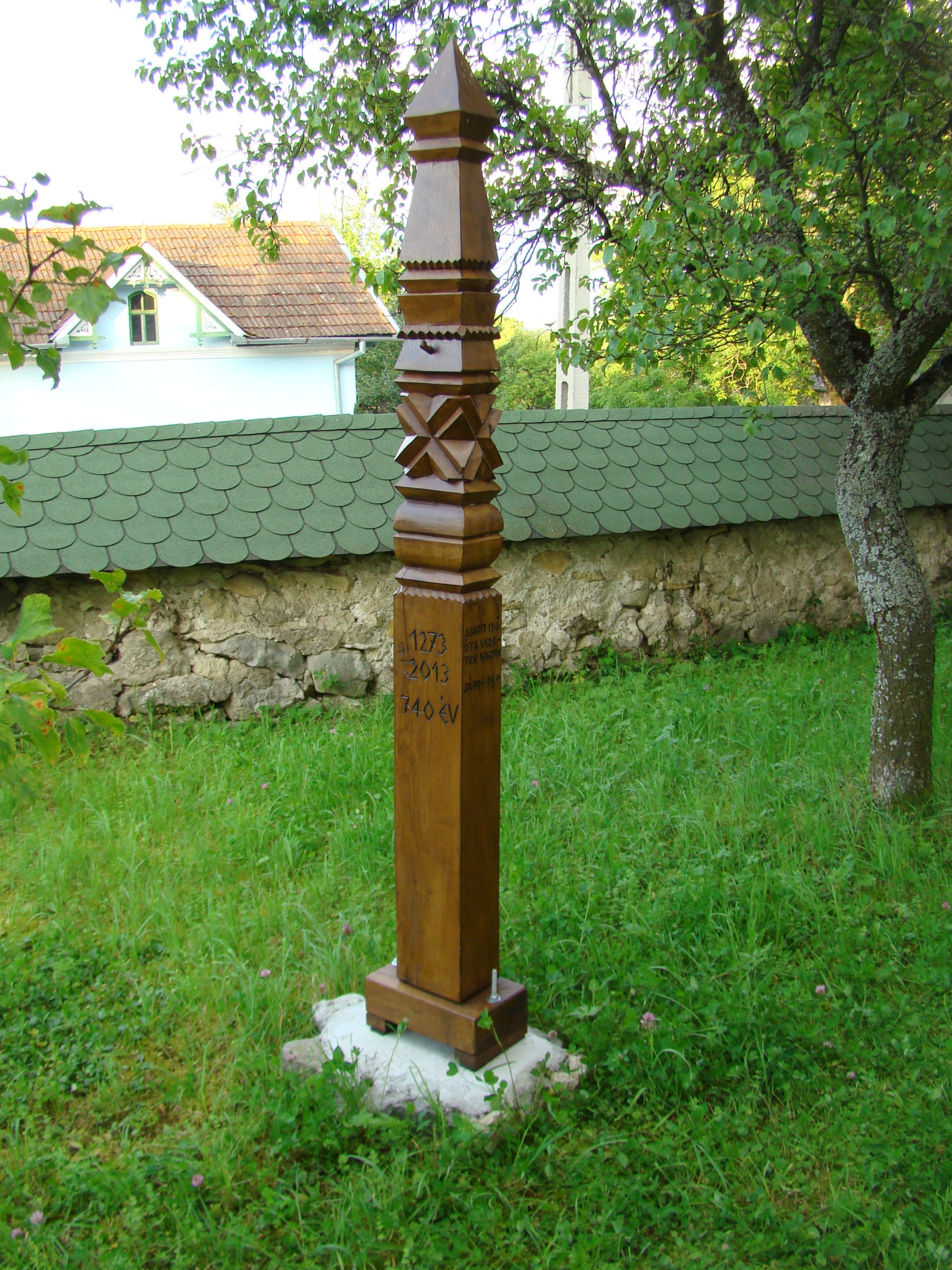
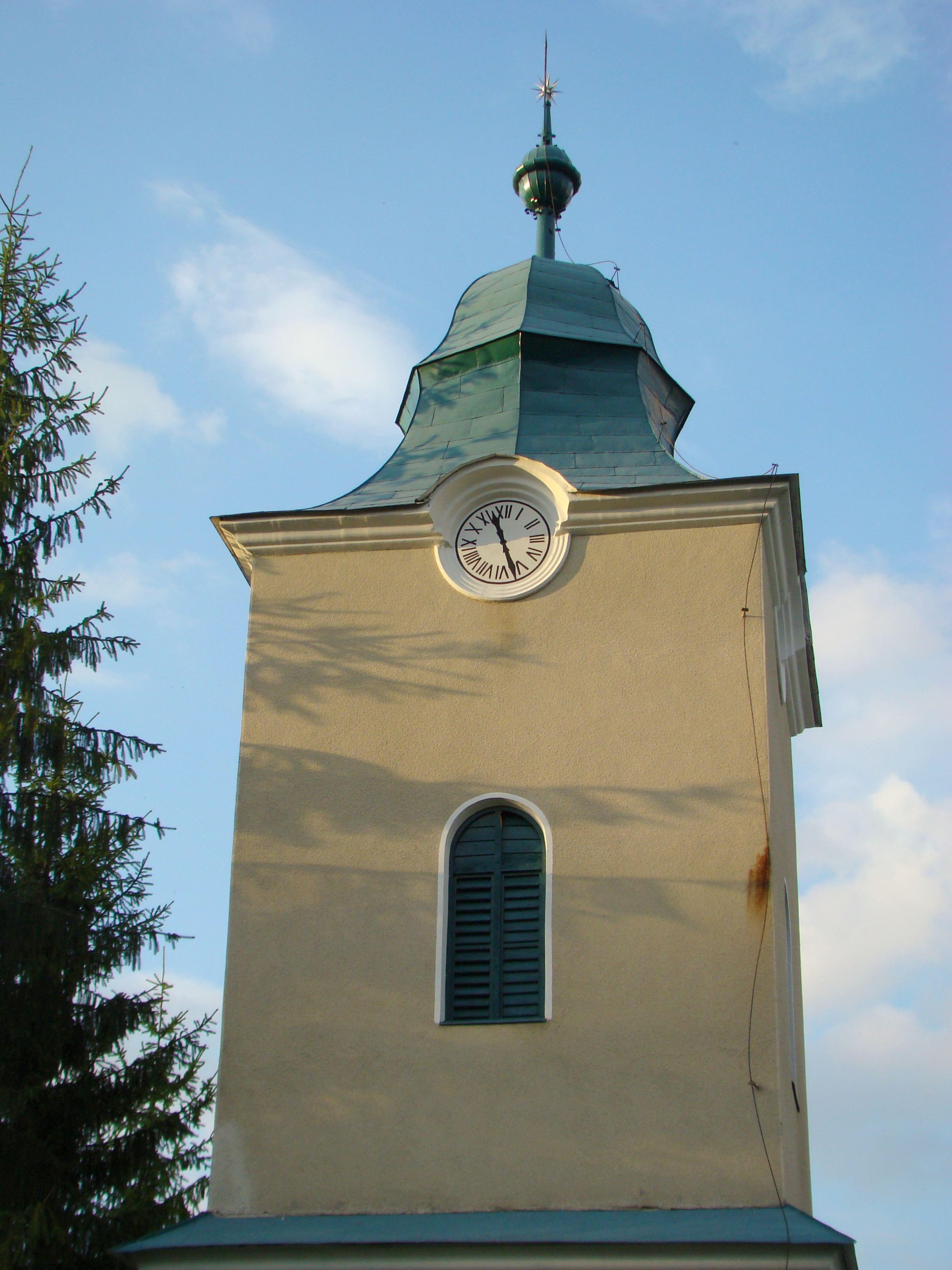
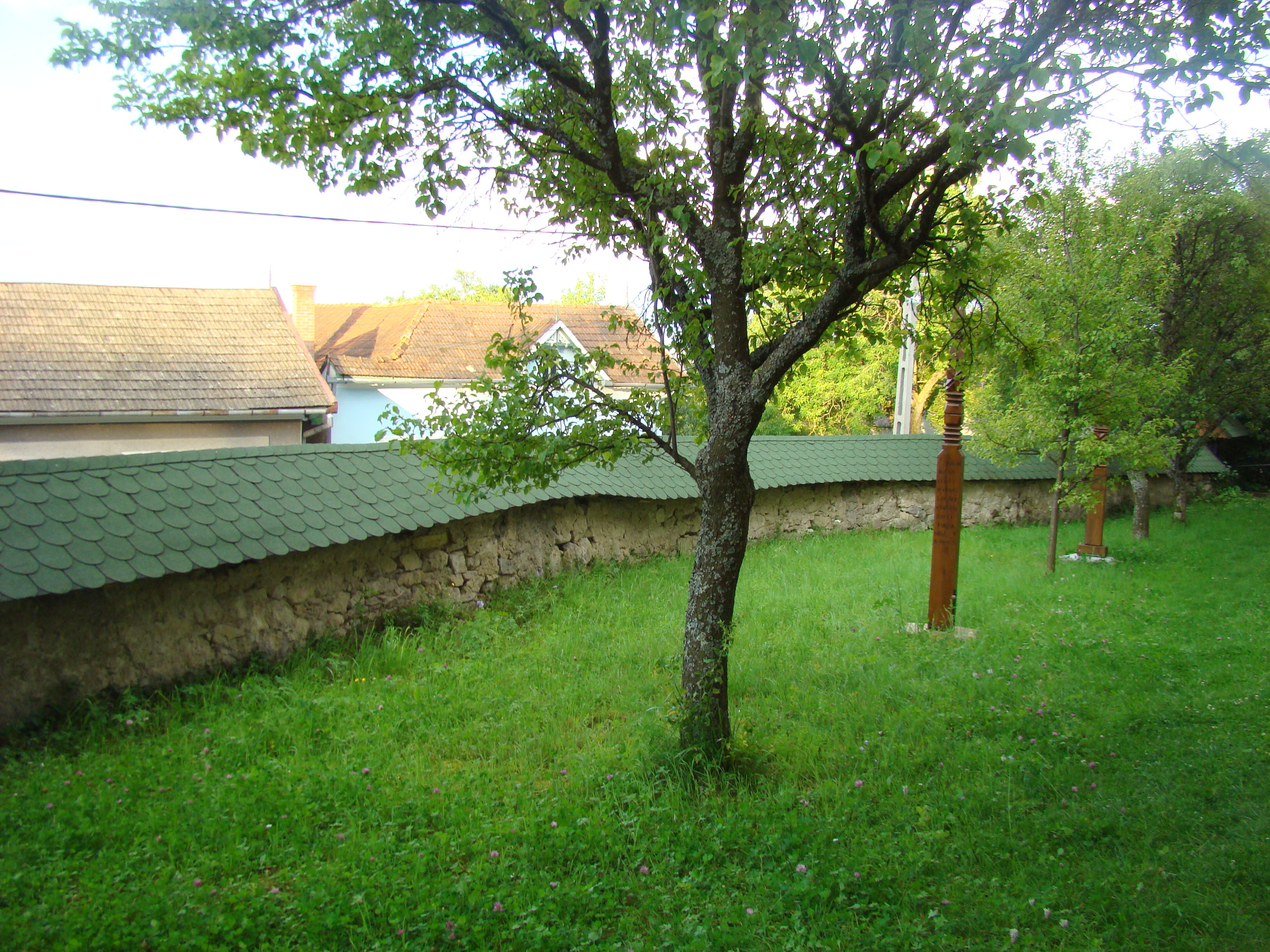
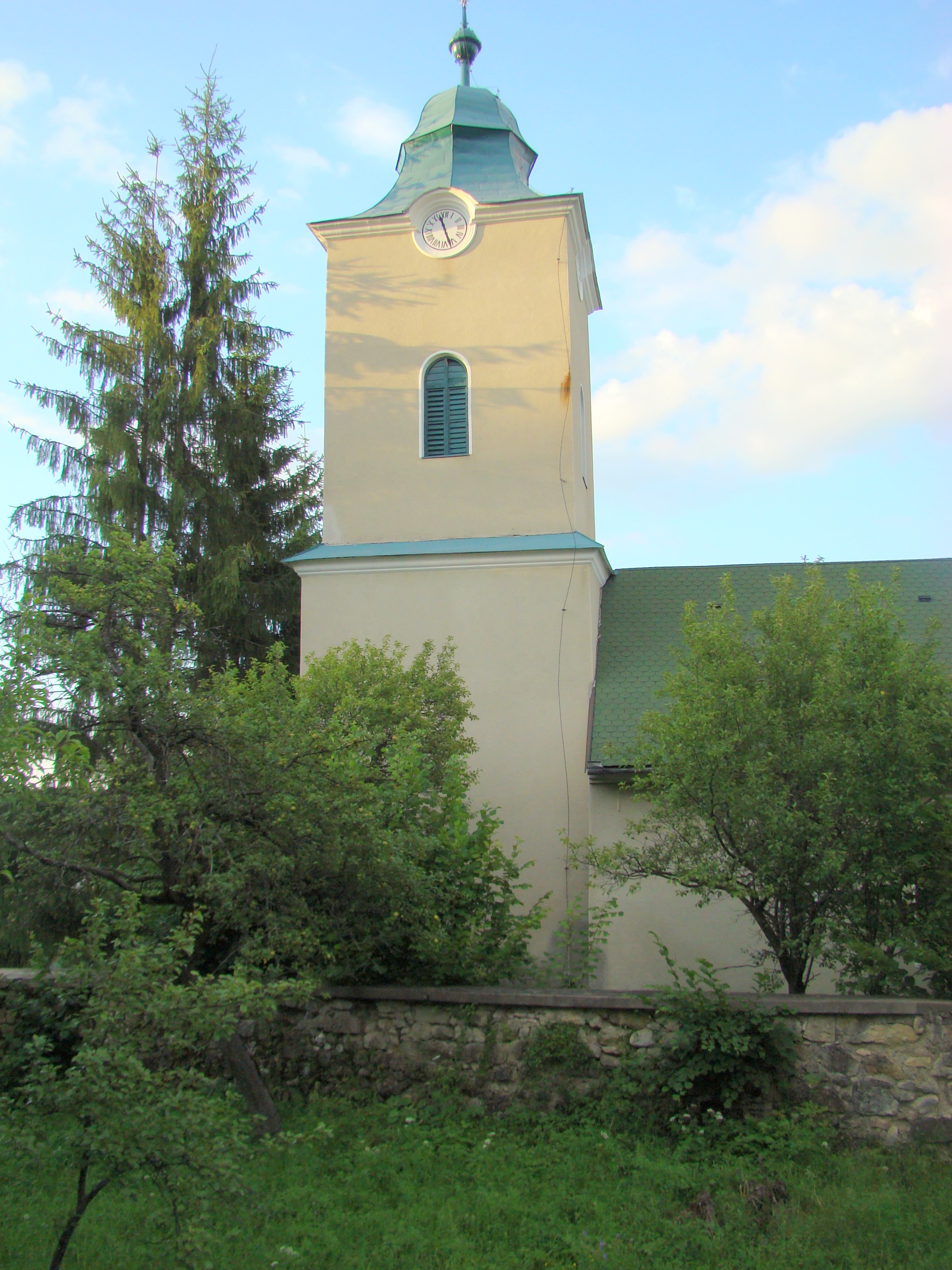
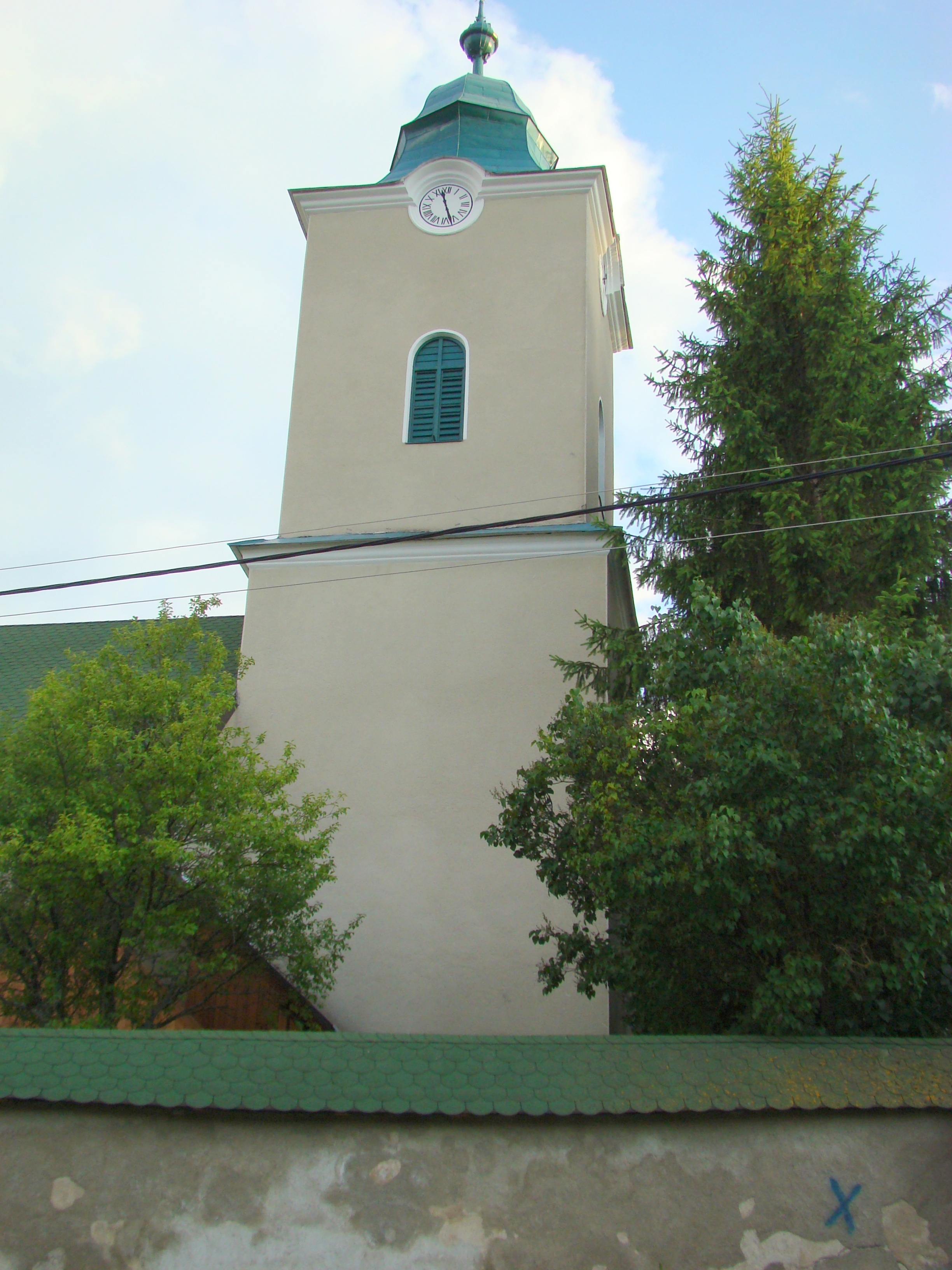
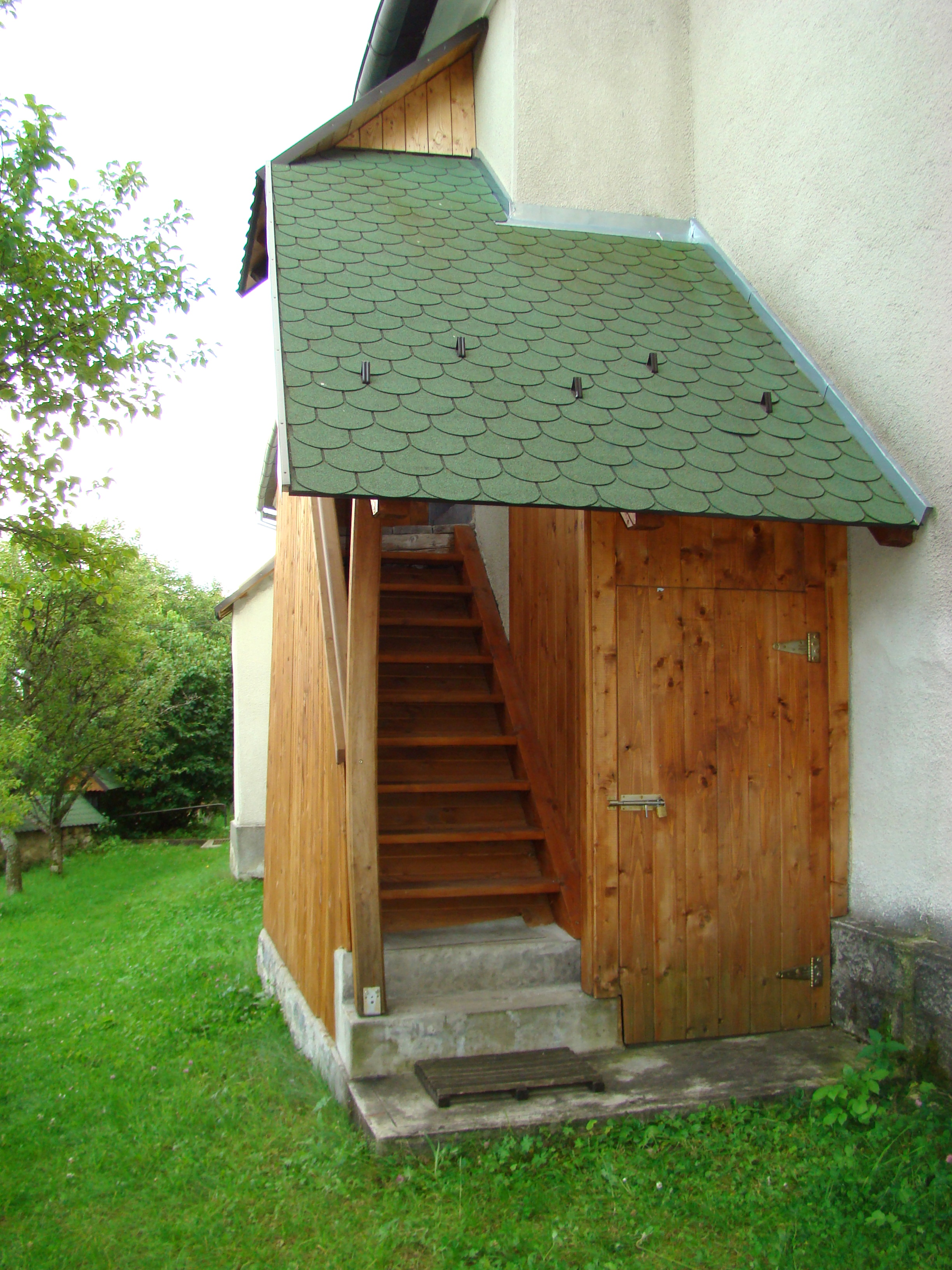
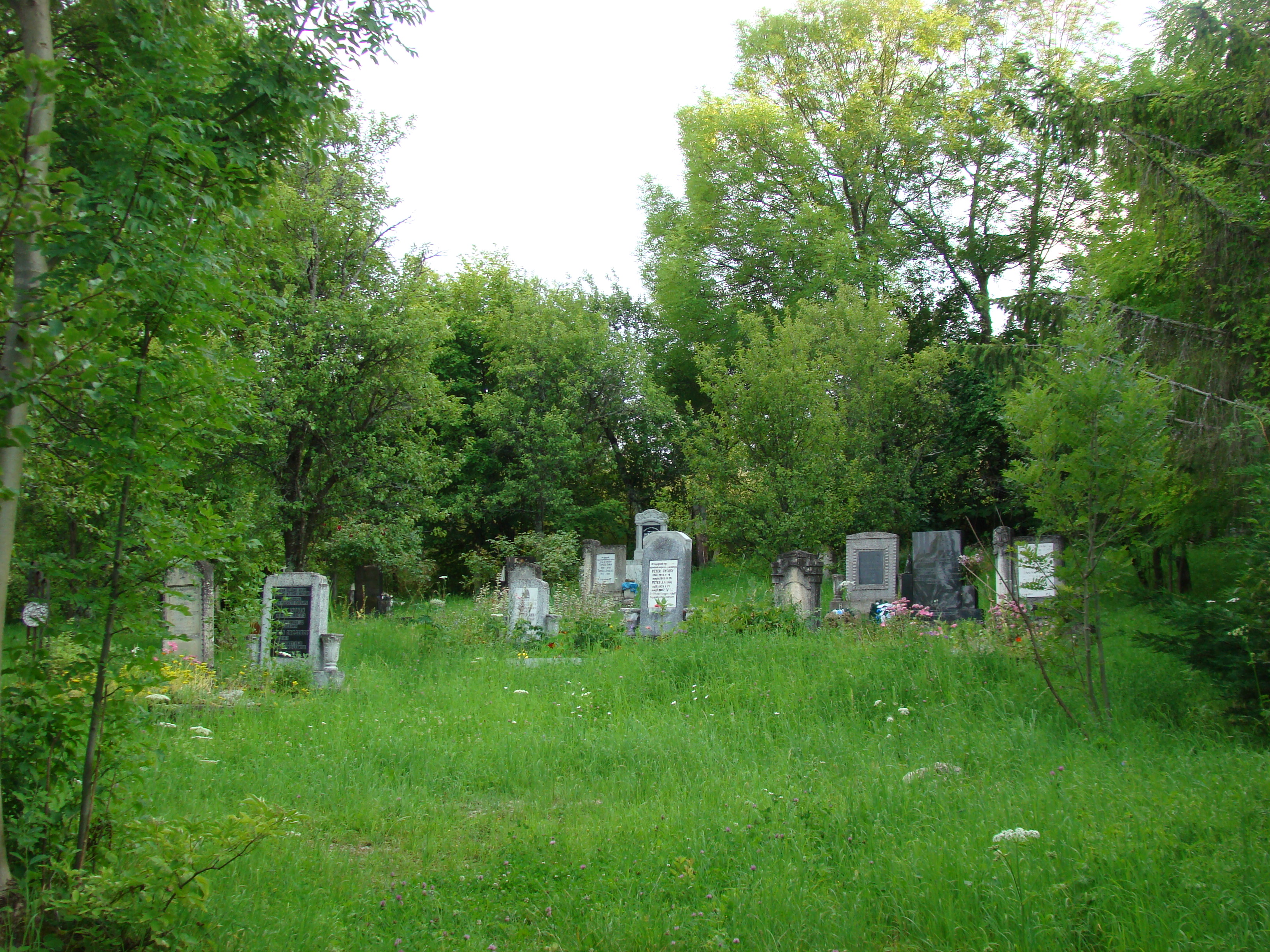

## Imagini din interior

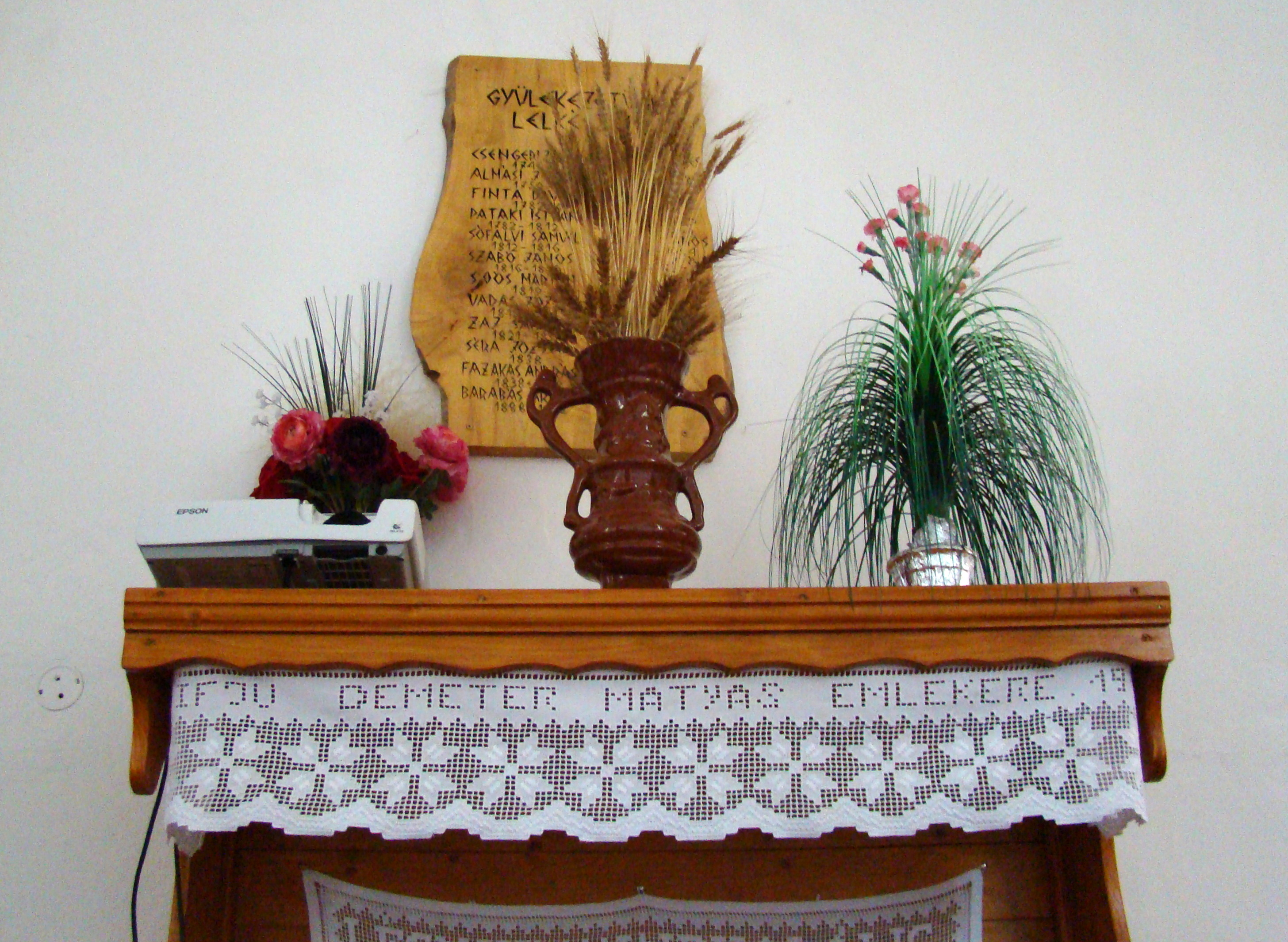
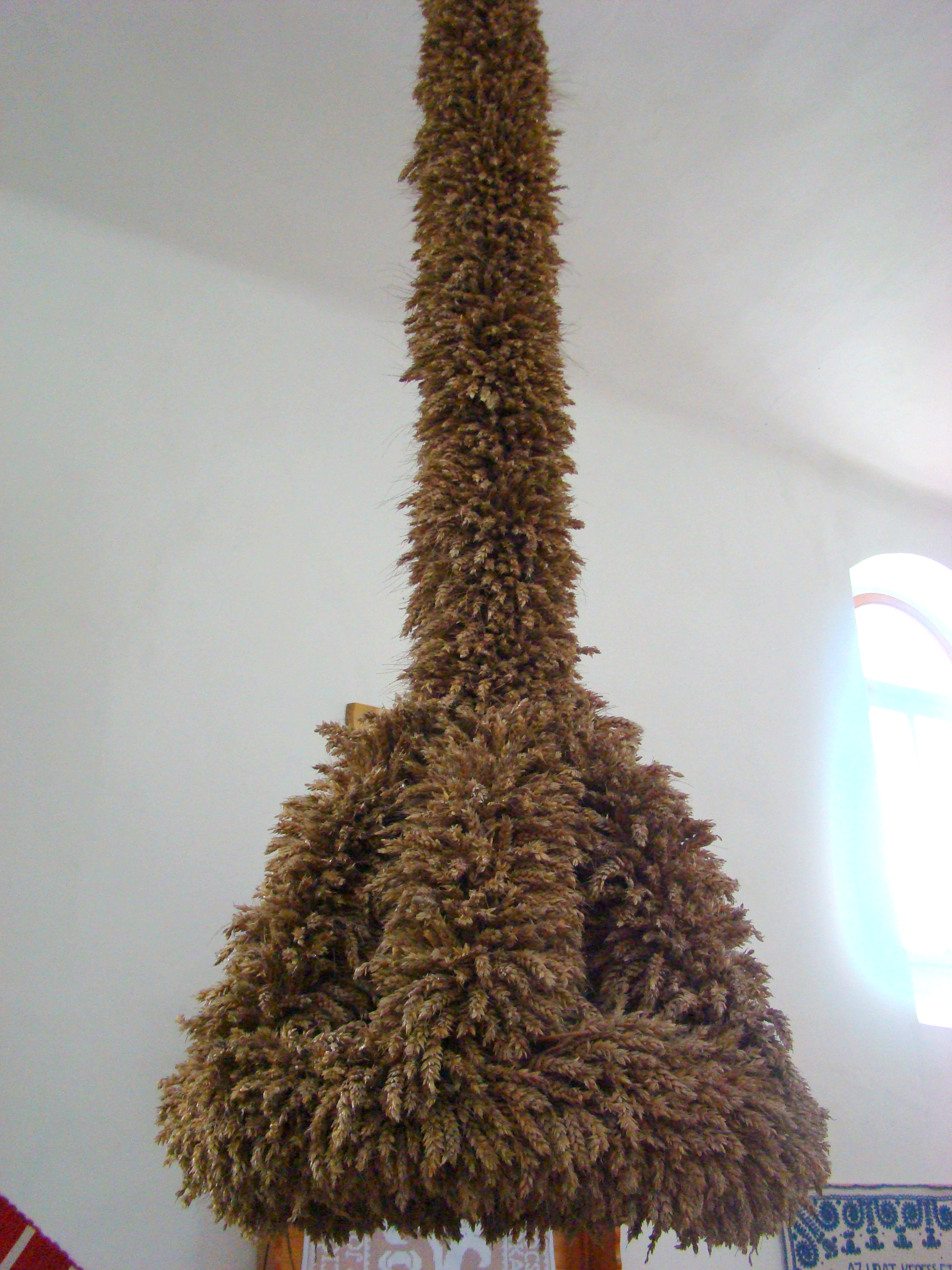
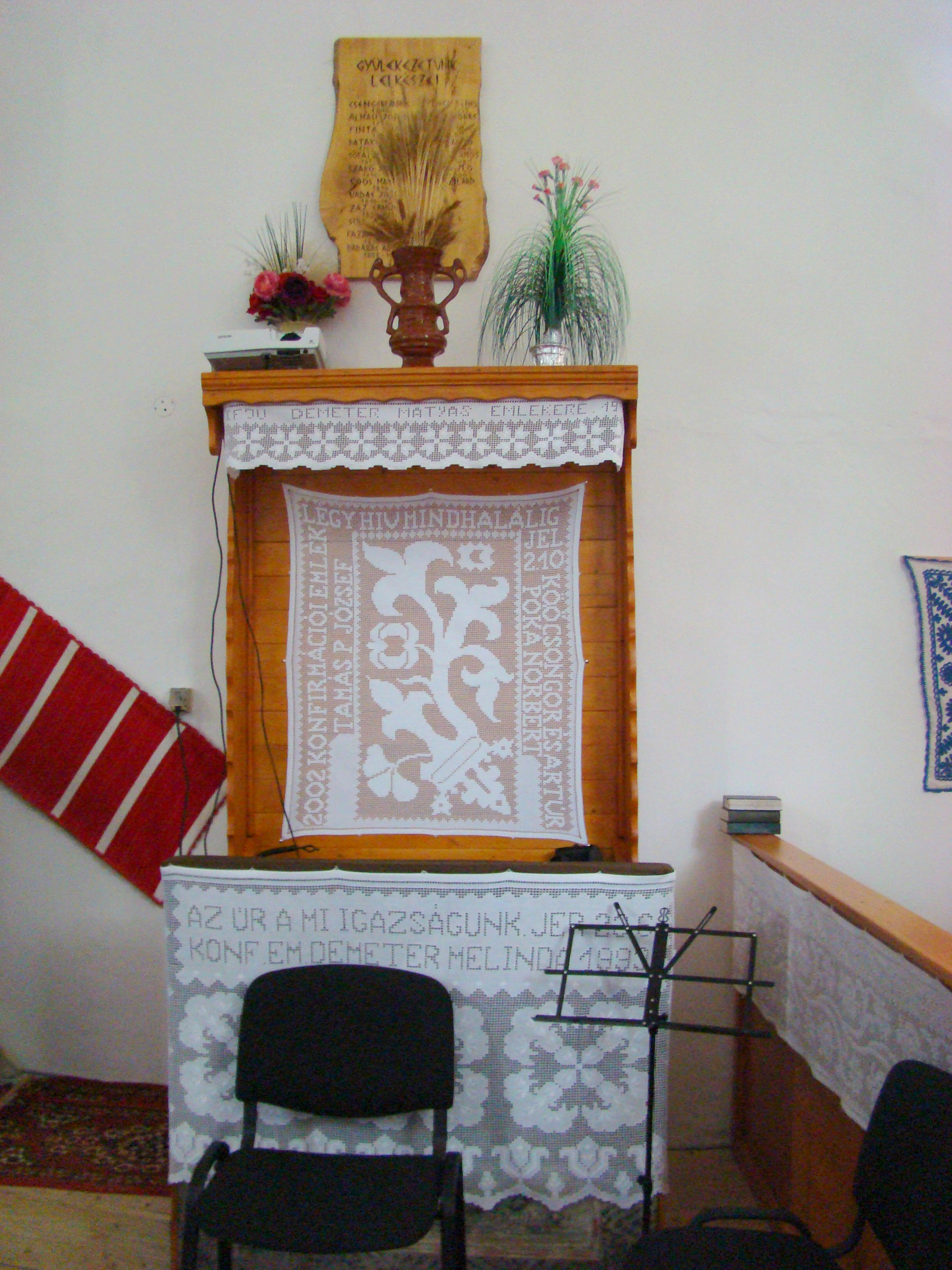
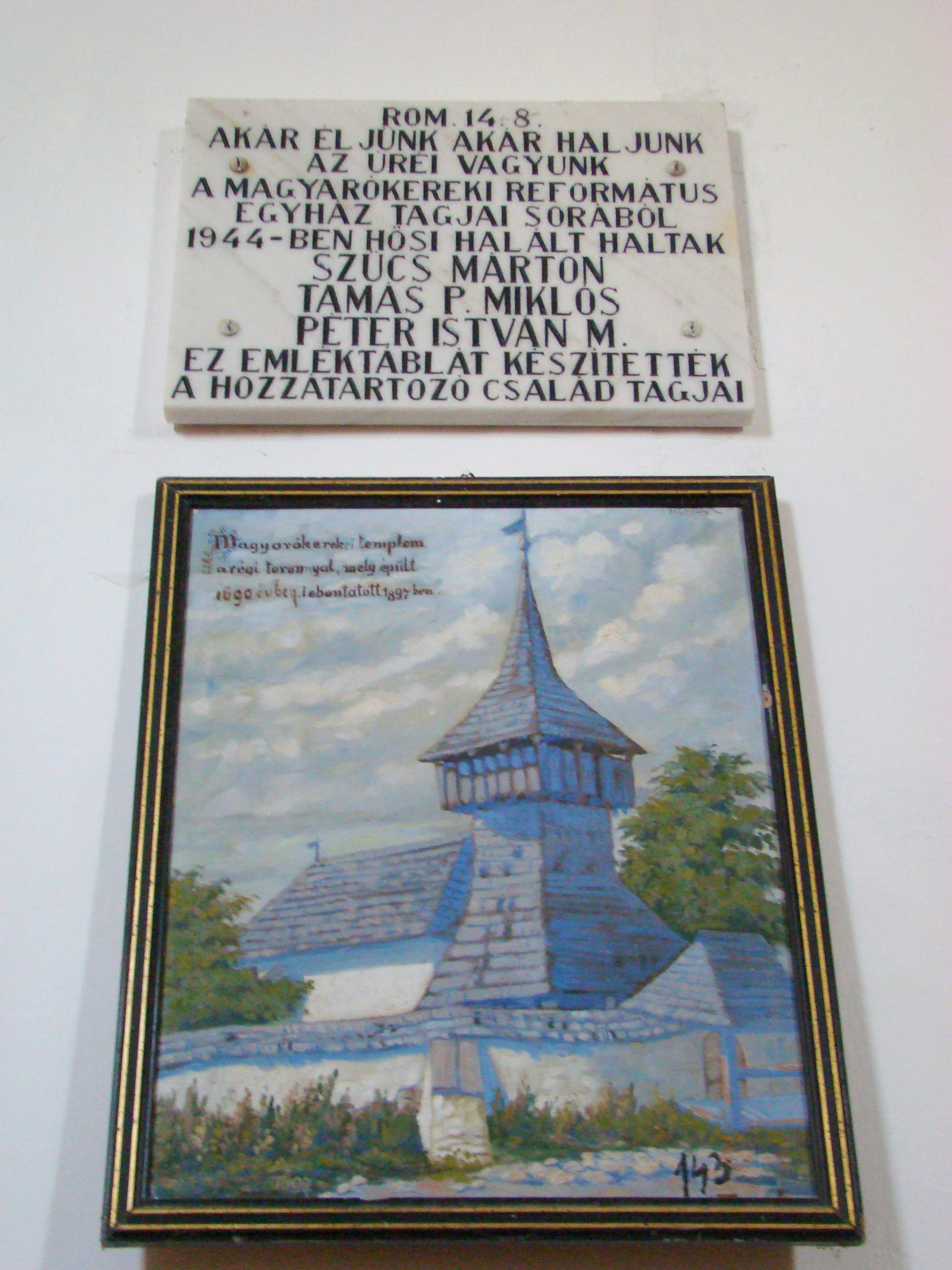
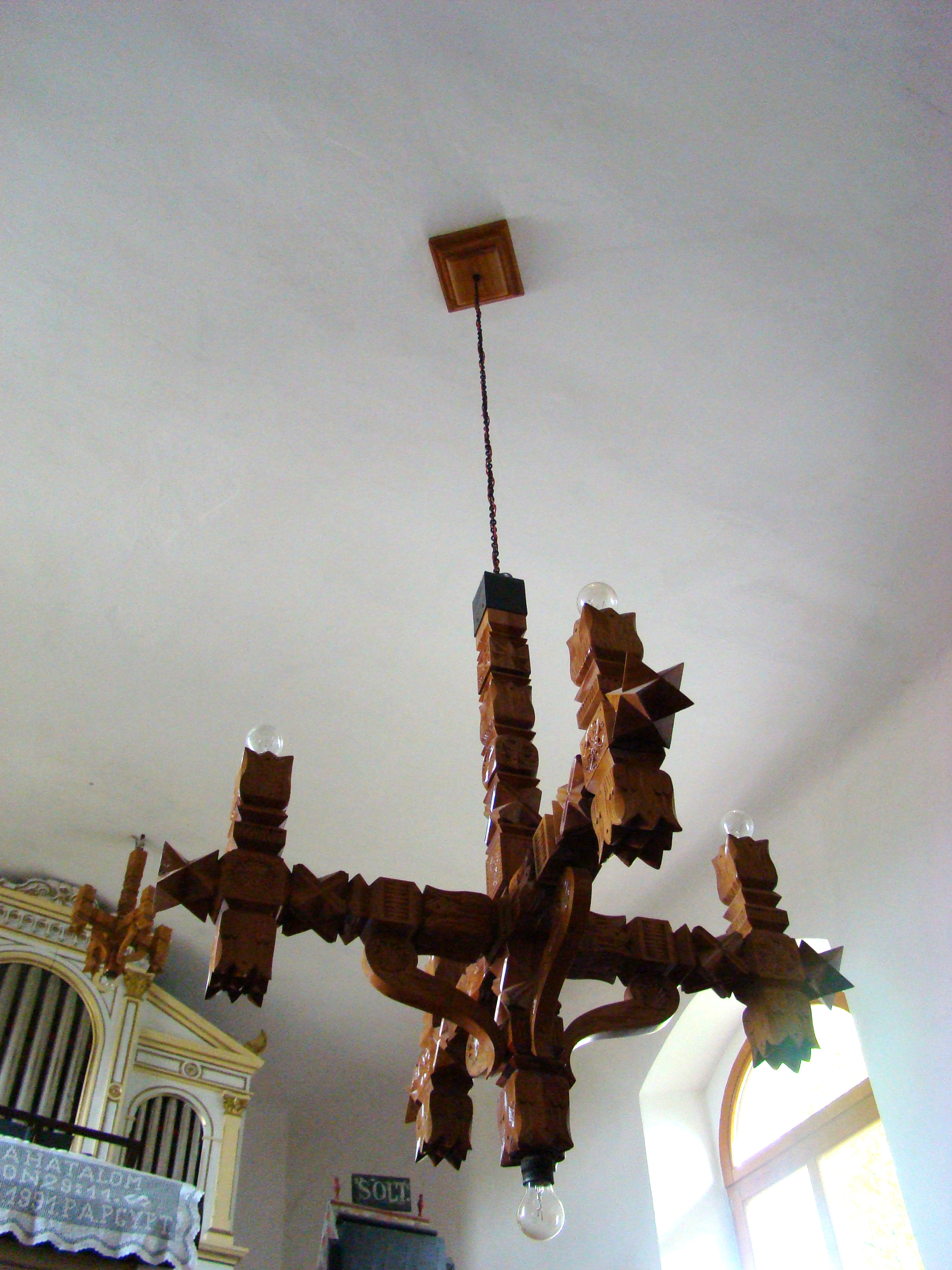
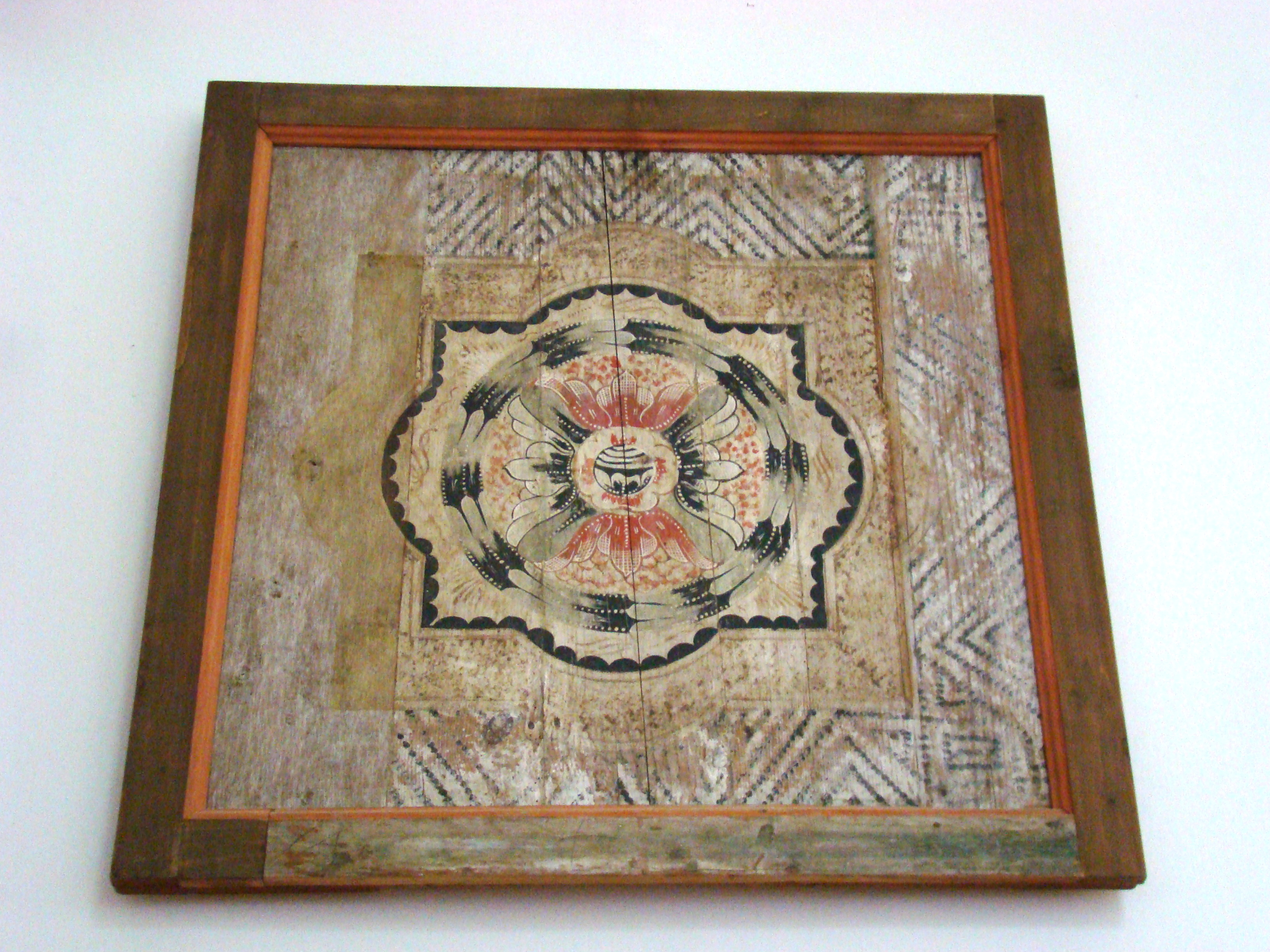
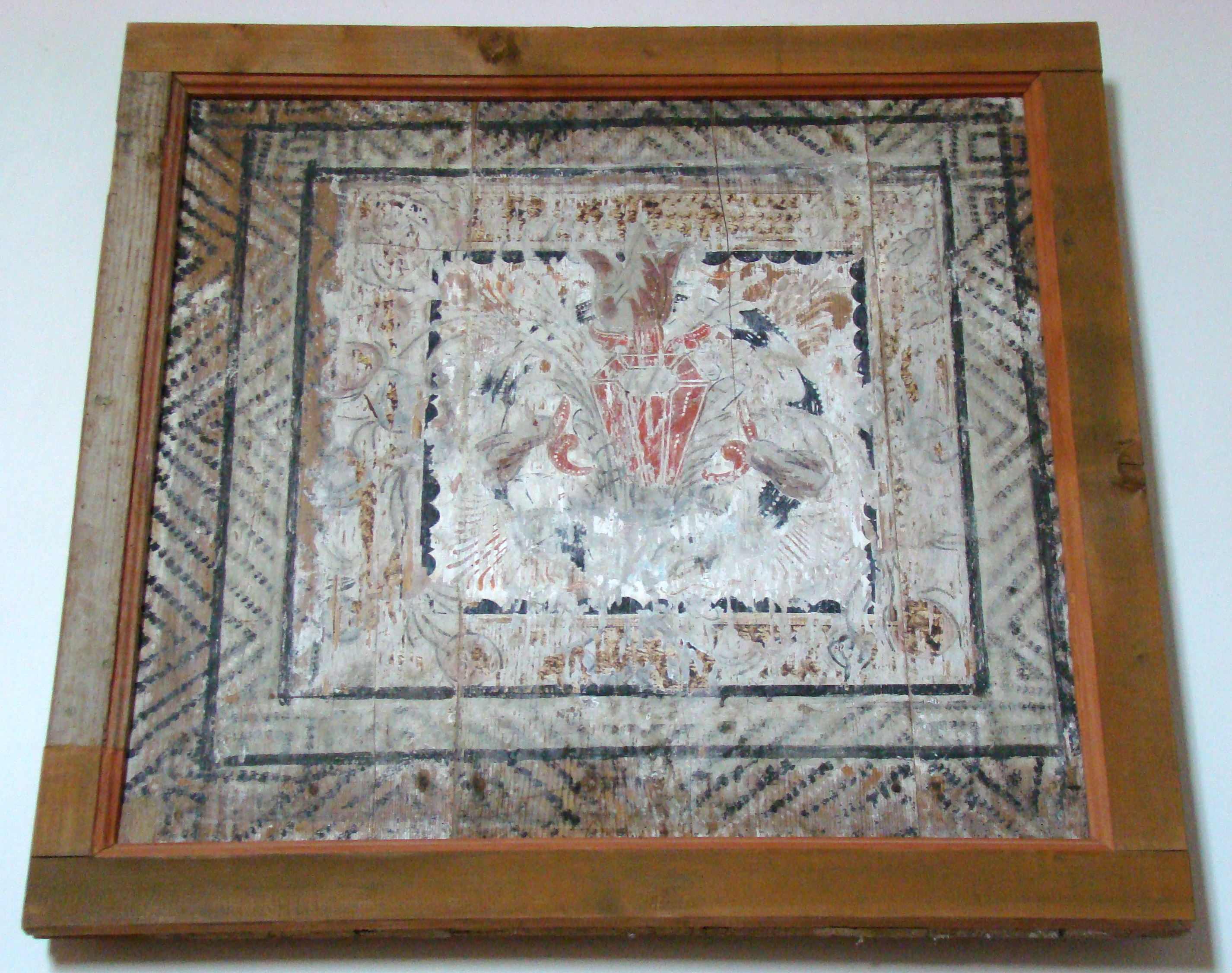
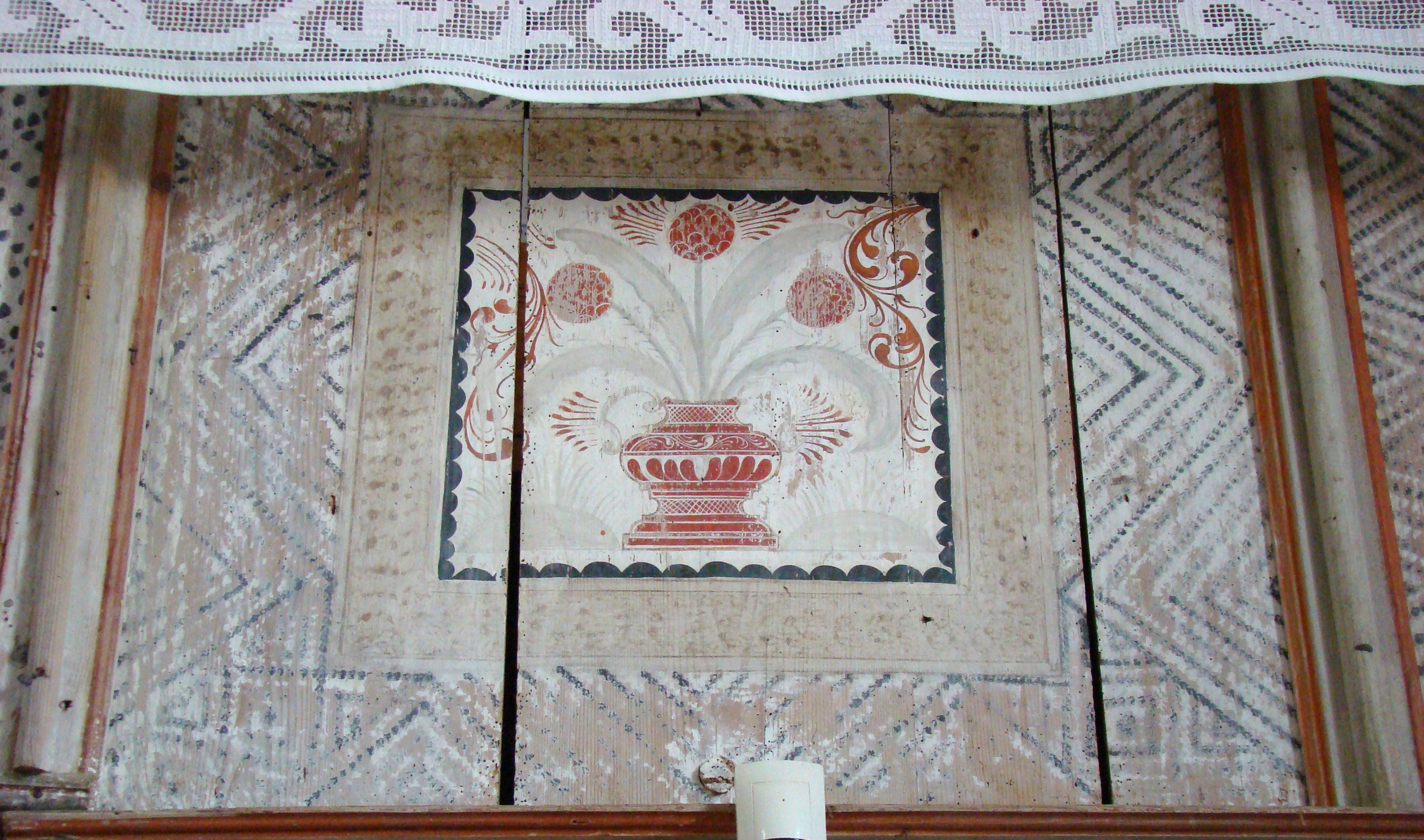
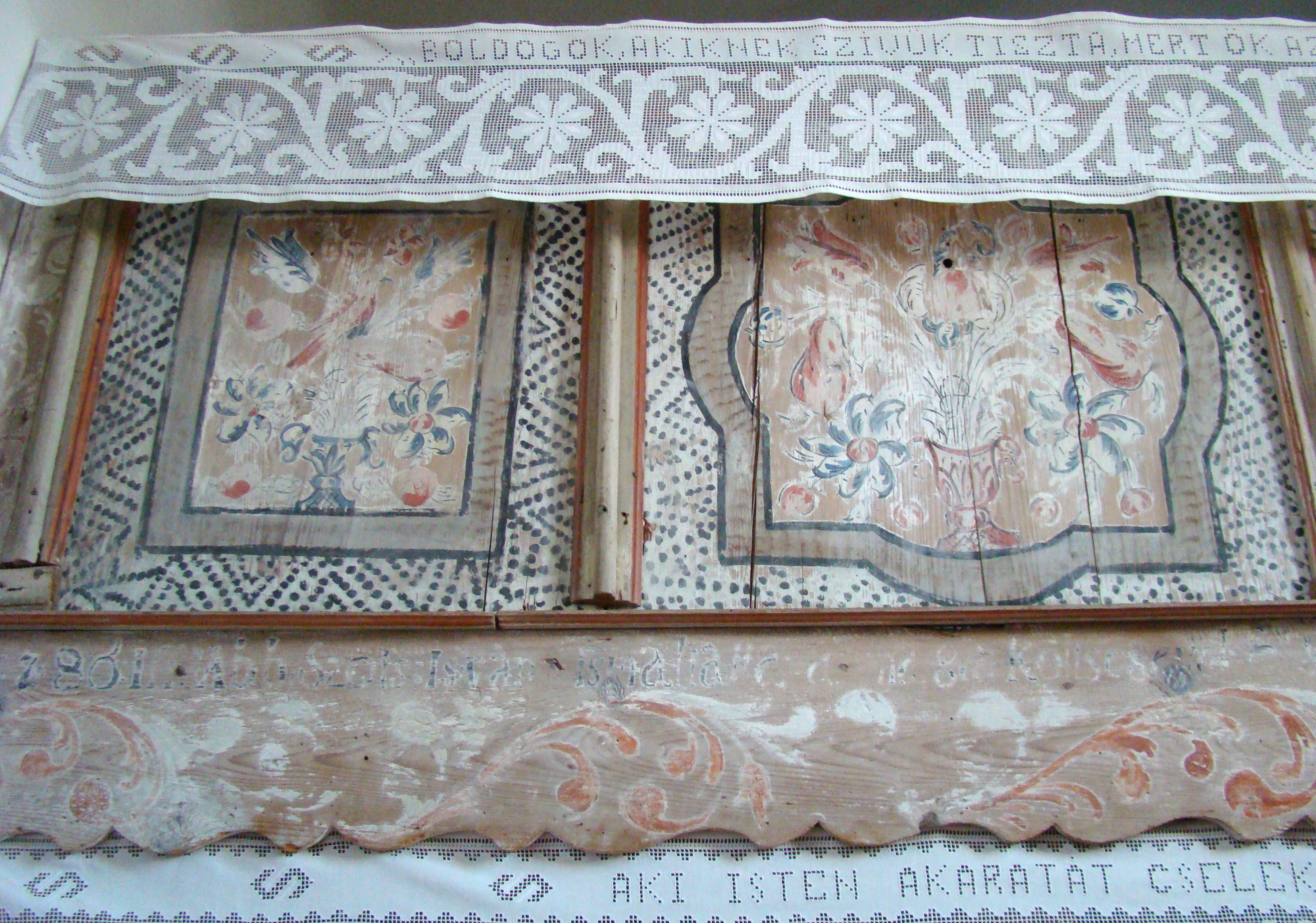
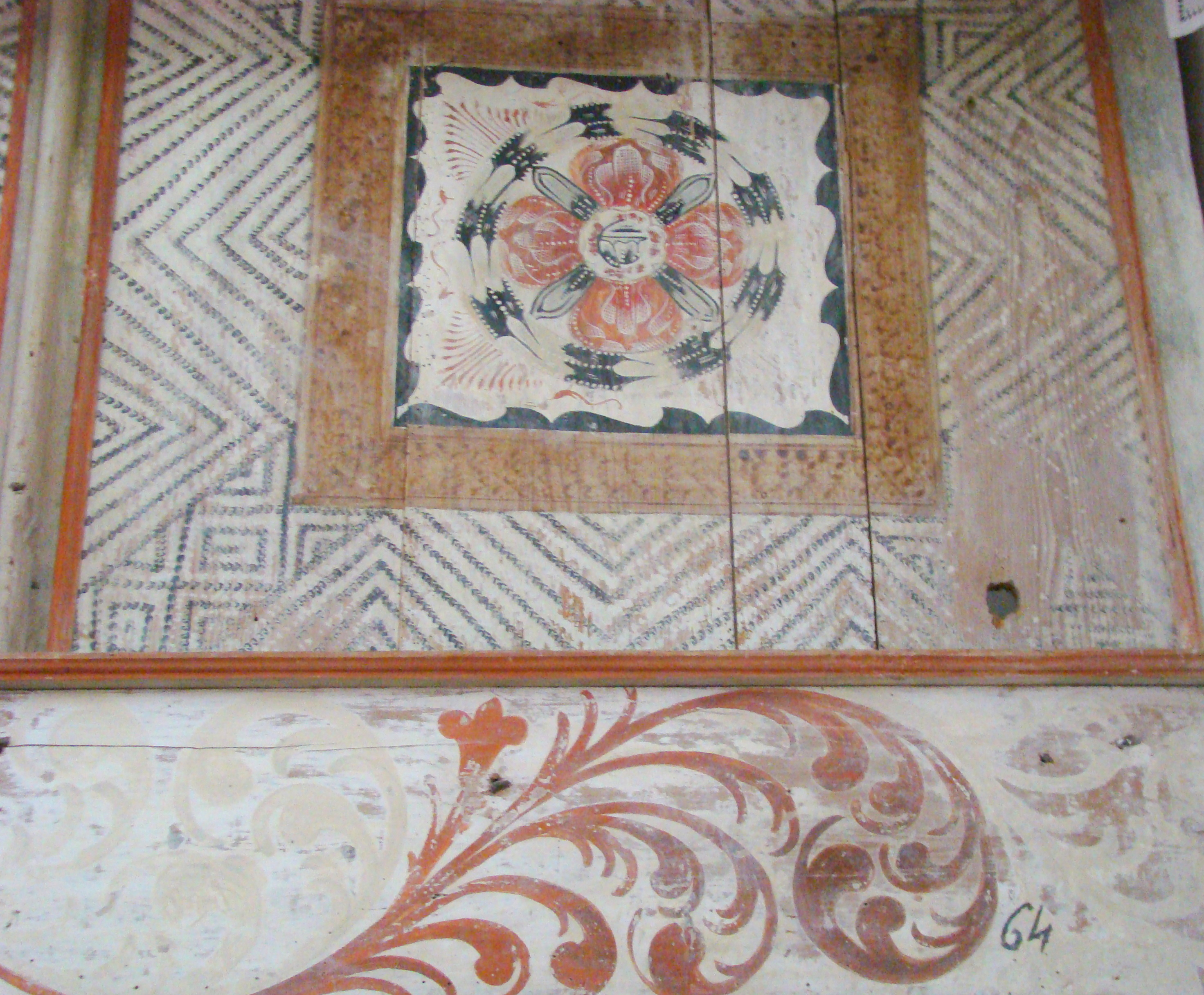
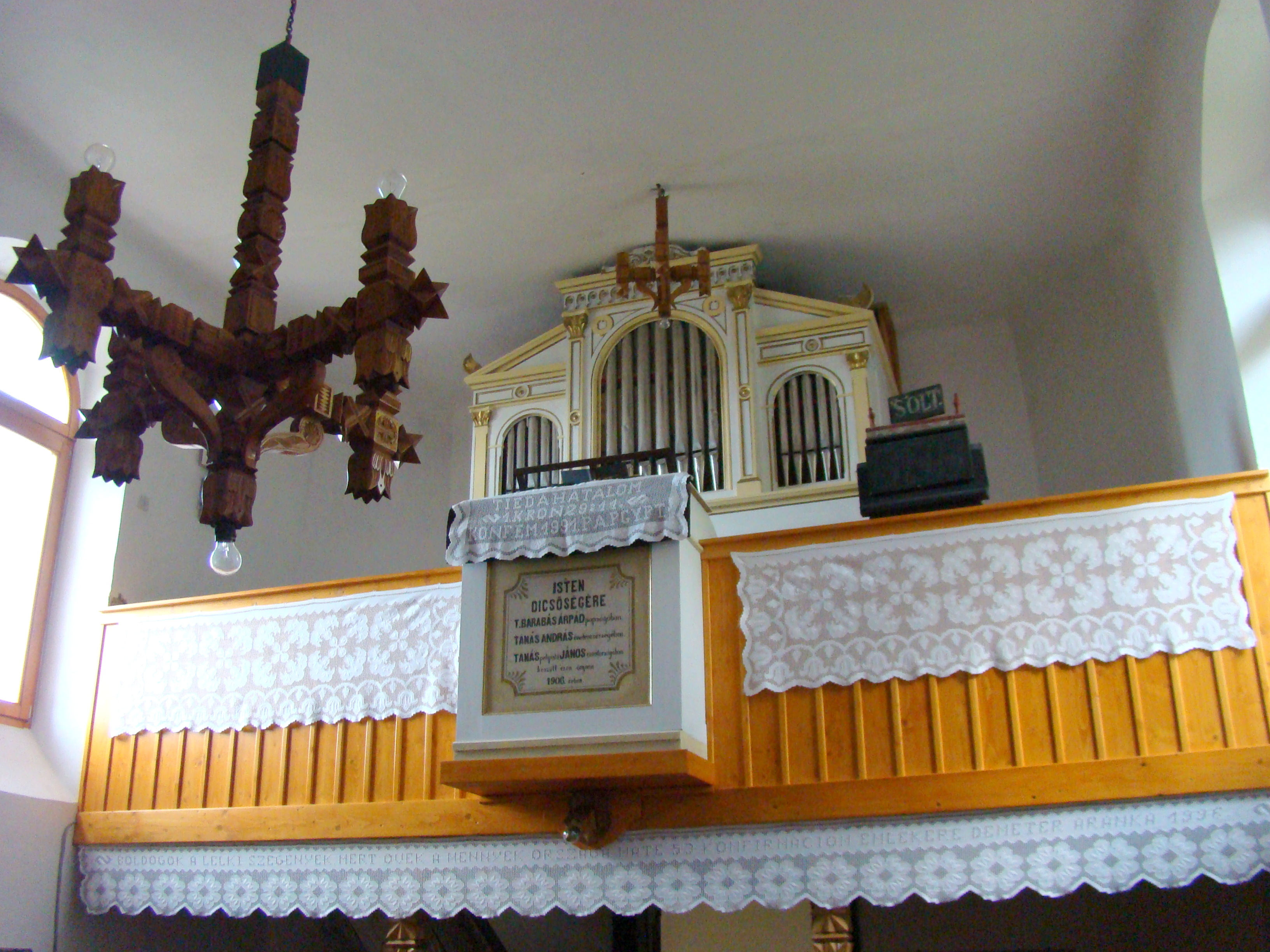
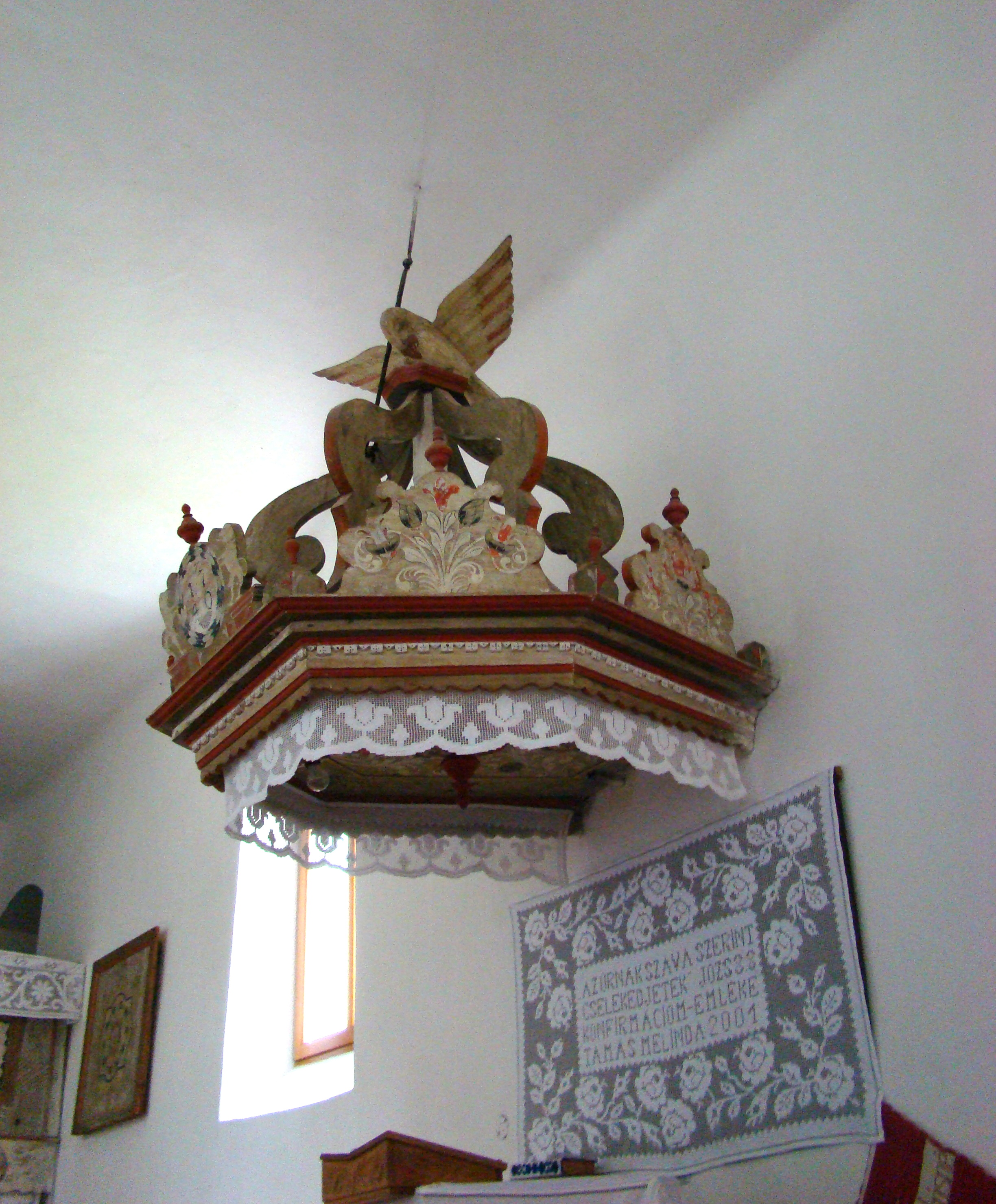
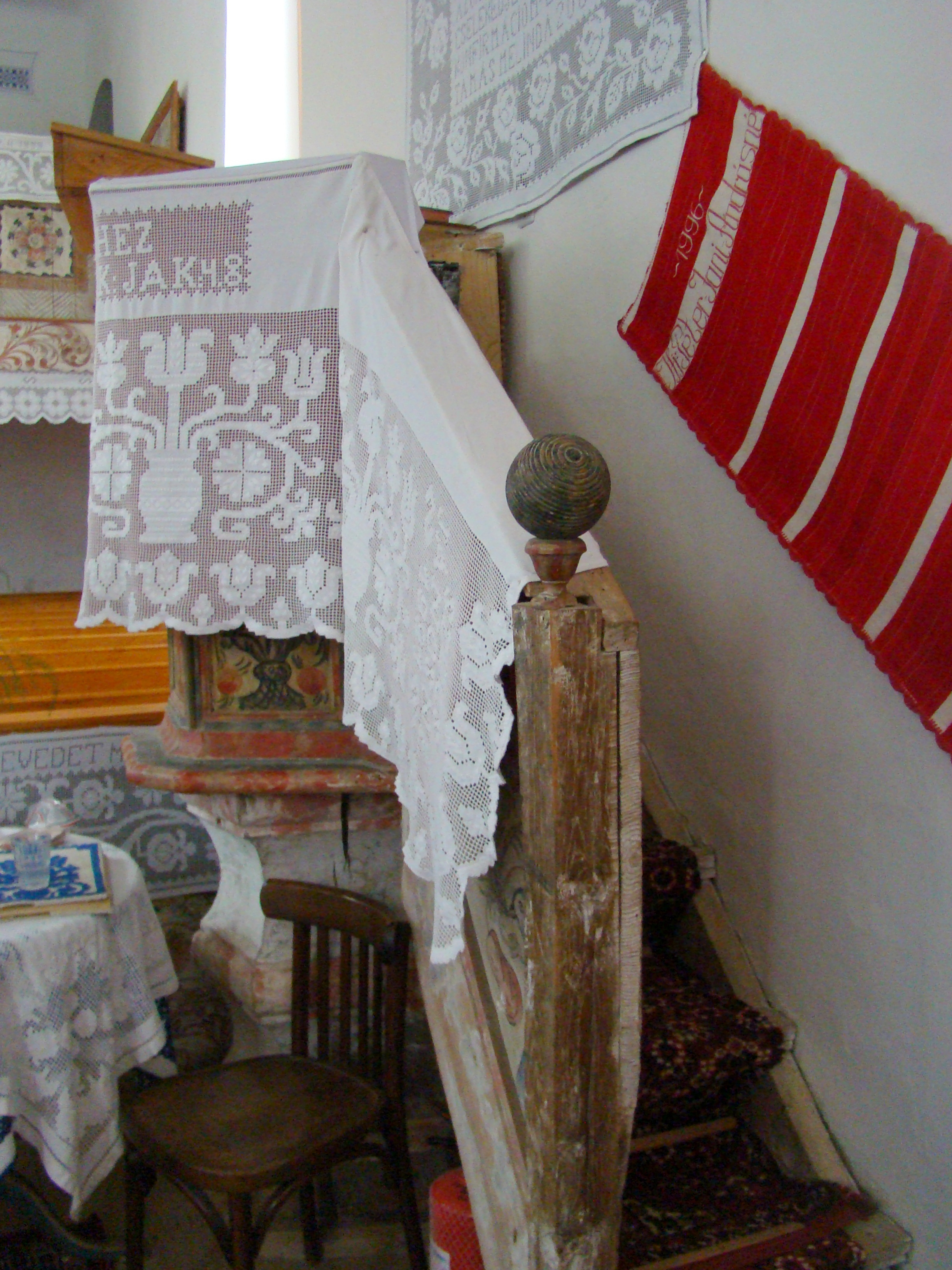
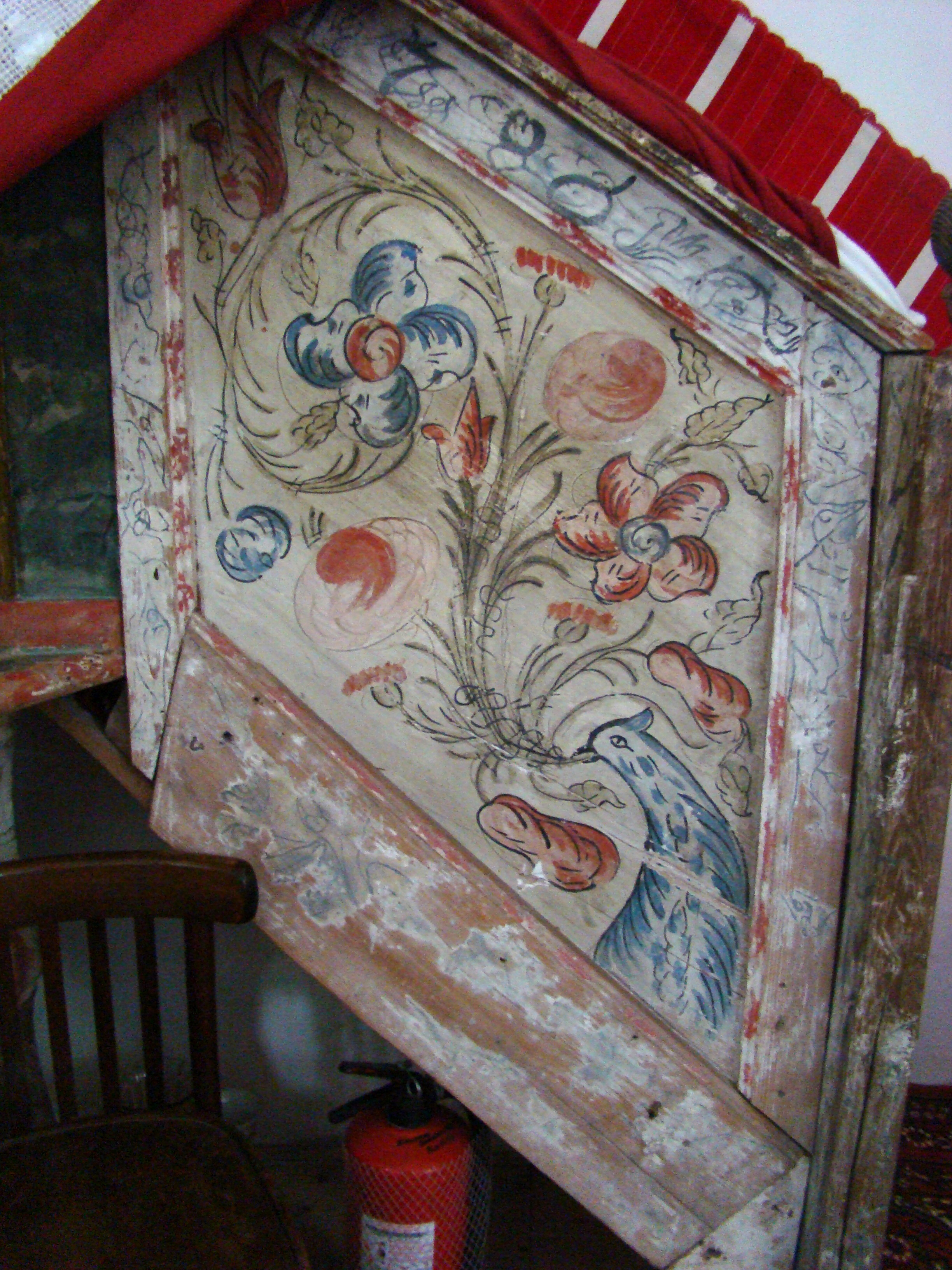
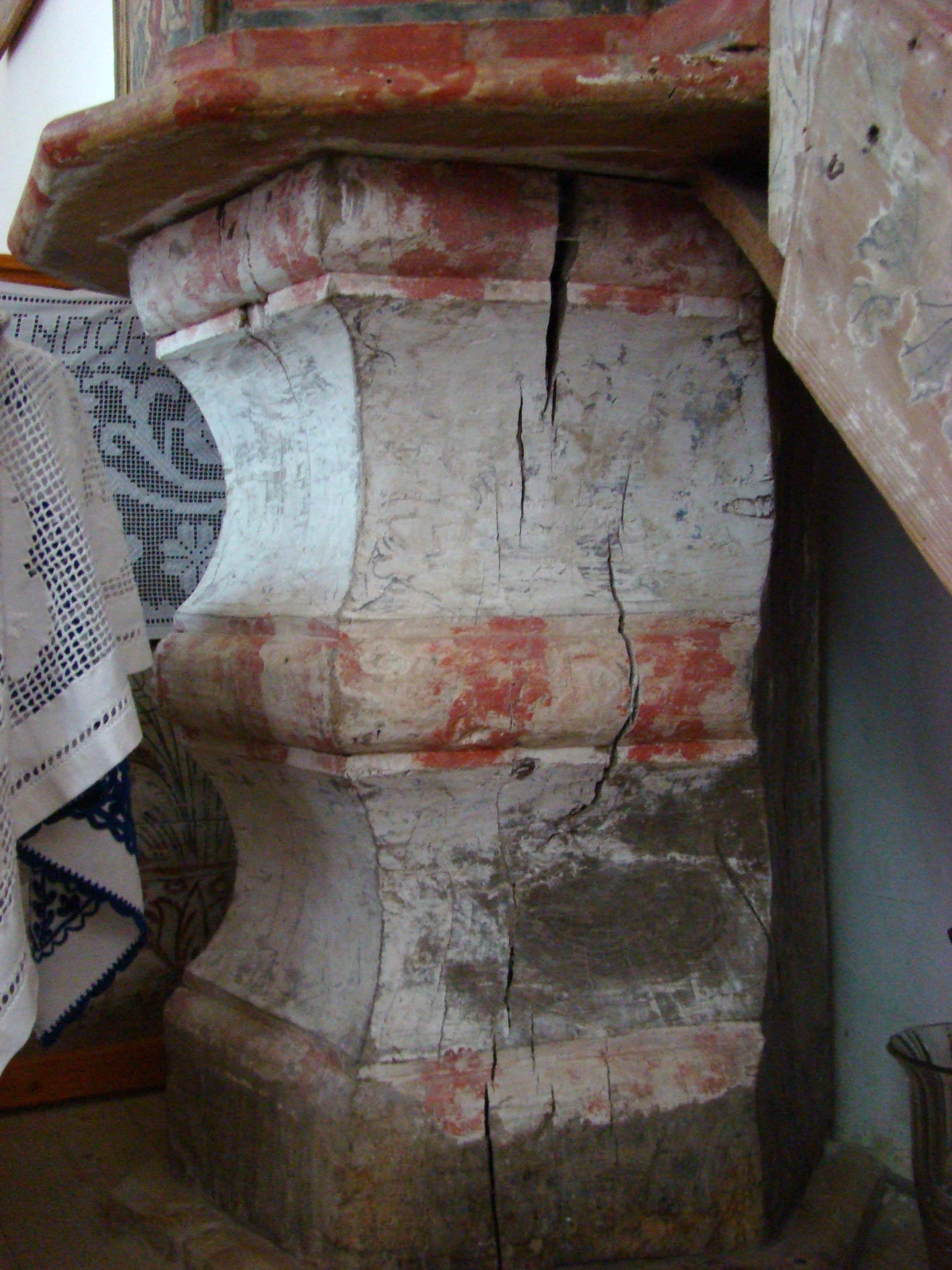
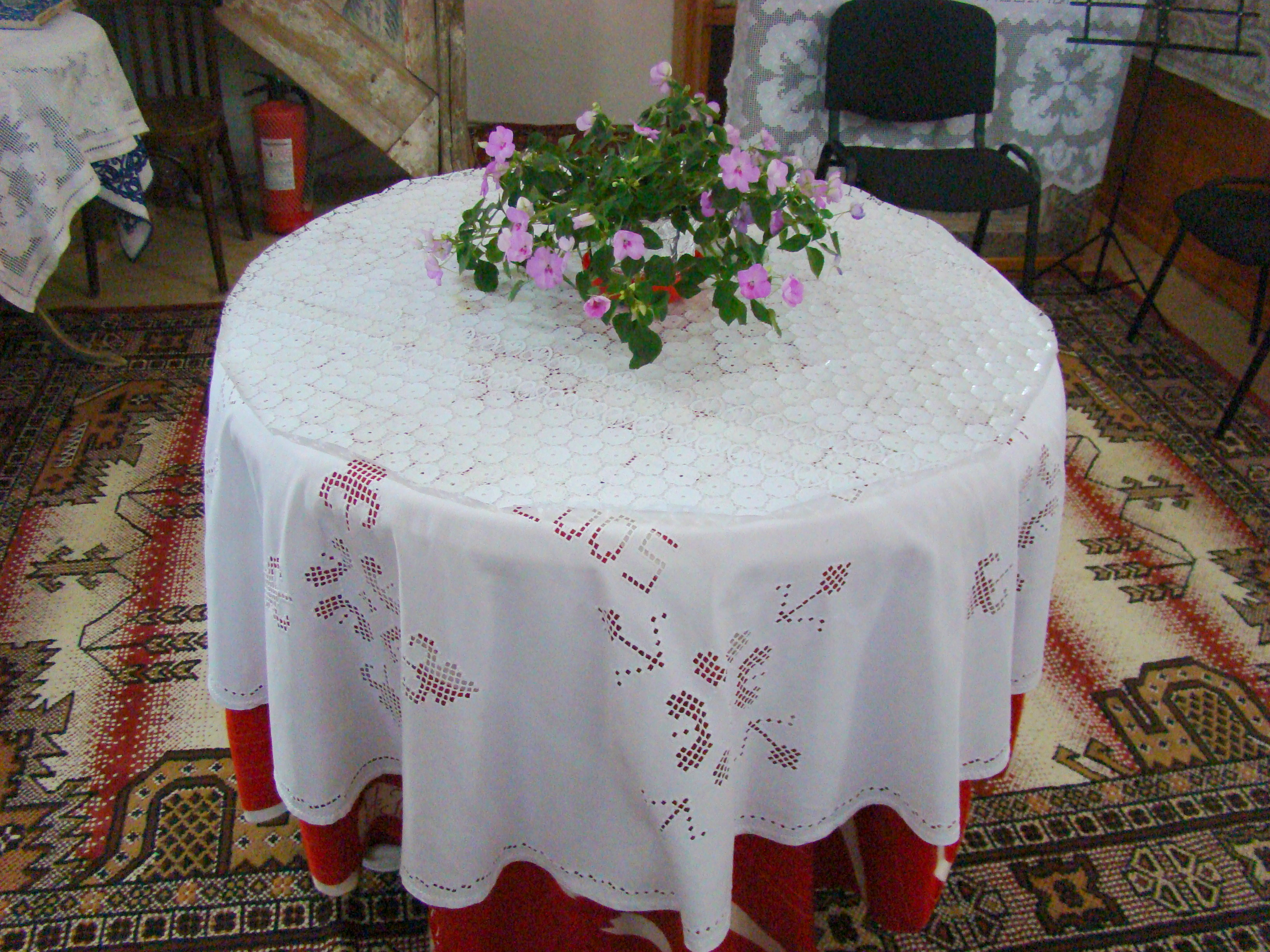
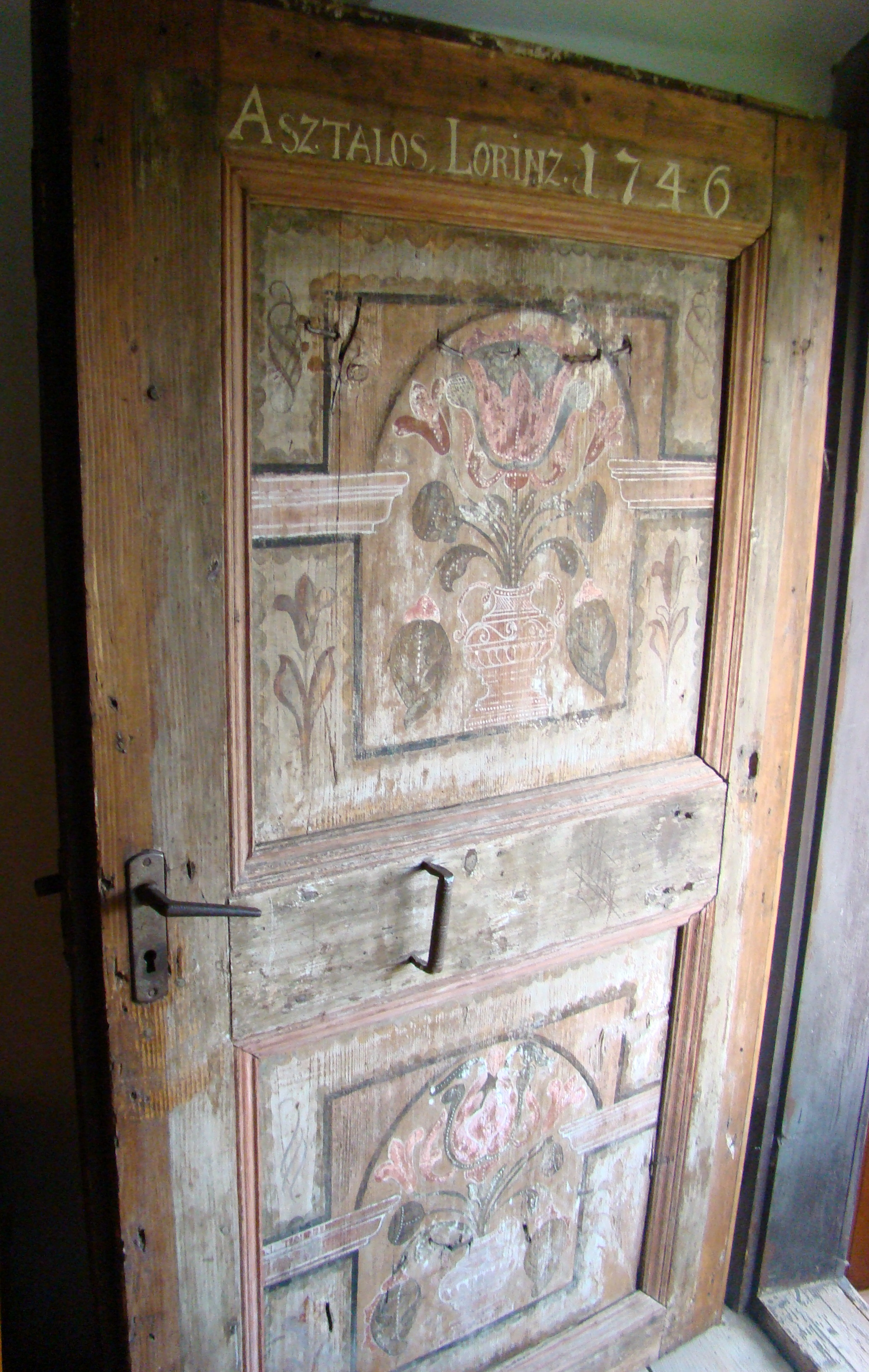
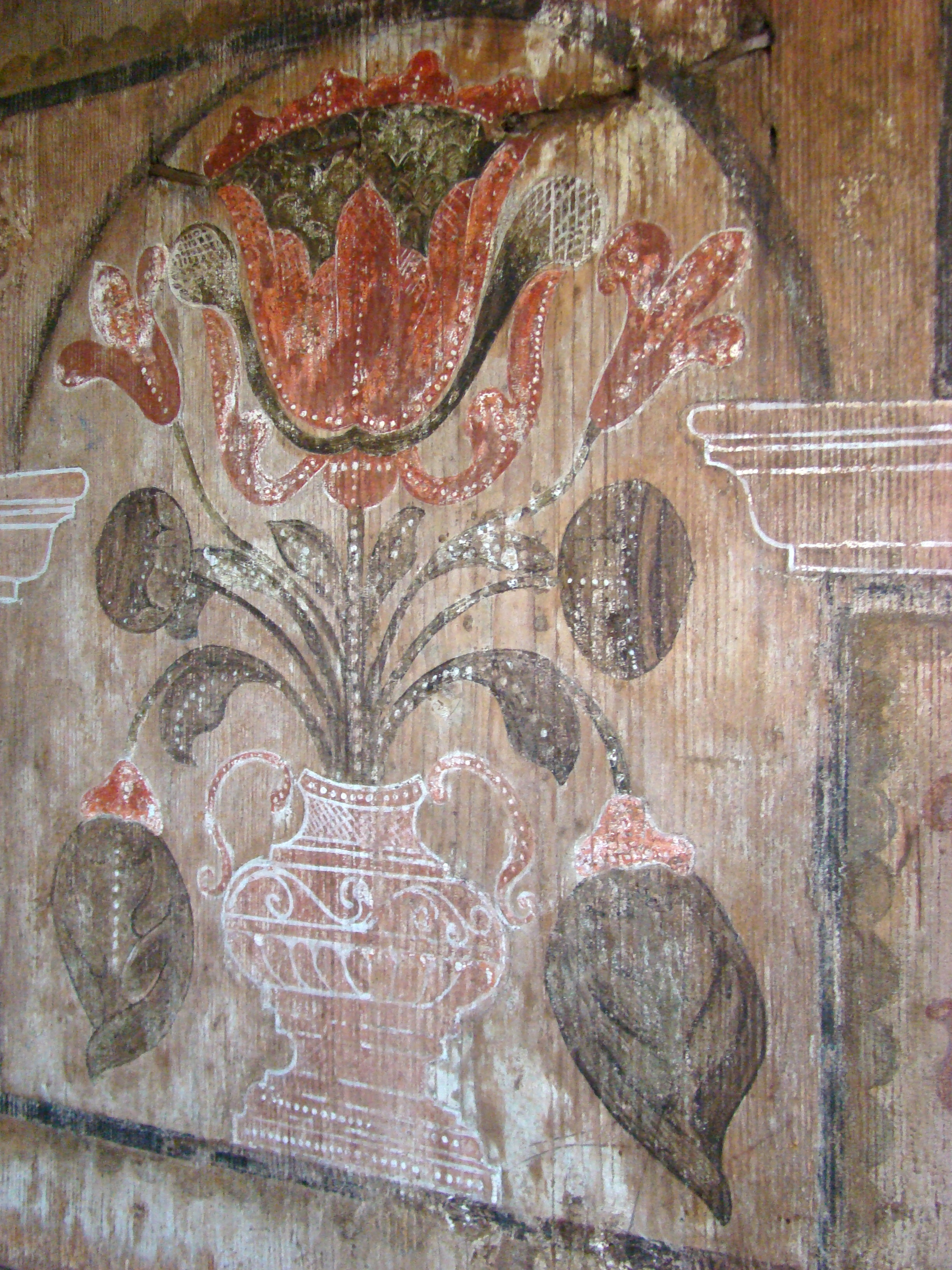
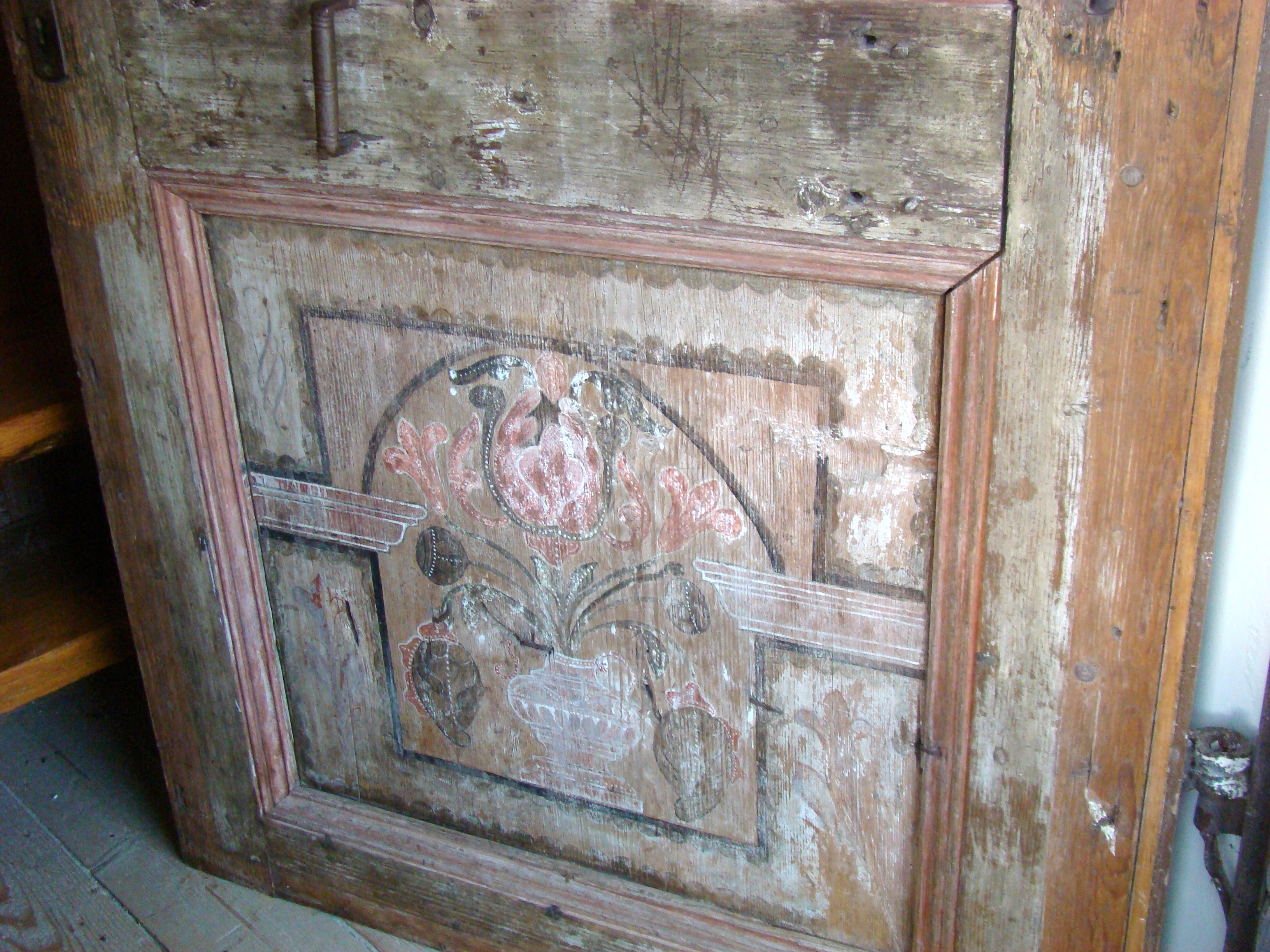
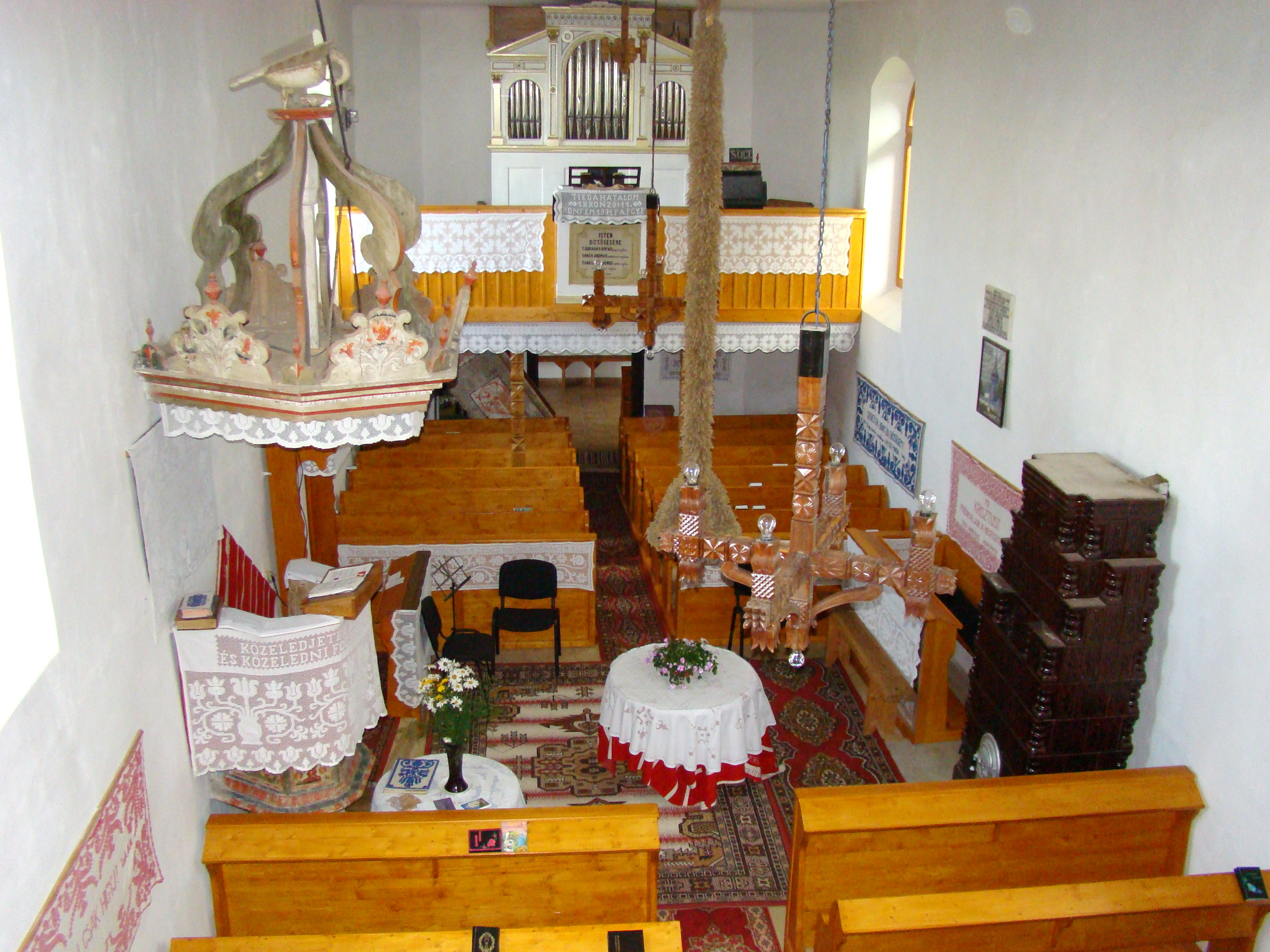